# Parti communiste français
Pour les articles homonymes, voir PCF.
Pour les autres articles nationaux ou selon les autres juridictions, voir Parti communiste.
Le Parti communiste français (PCF) est un parti politique français, fondé en 1920. Il est issu du congrès de Tours de la Section française de l'Internationale ouvrière (SFIO) dont l'objet est l'adhésion à l'Internationale communiste ; la majorité du congrès étant en faveur de cette adhésion crée alors la Section française de l'Internationale communiste (SFIC), la minorité restant au sein de la SFIO. Le parti devient en 1921 le Parti communiste - SFIC, abrégé en PC-SFIC, puis le PCF en 1943 après la dissolution de l'Internationale communiste.
Dans l’immédiat après-Seconde Guerre mondiale, le parti constitue la première force de gauche en France. Son assise électorale diminue cependant de façon continue à partir des années 1970, notamment en raison de la concurrence du Parti socialiste (PS).
À la fin des années 2000, le PCF noue une alliance avec le Parti de gauche au sein du Front de gauche. À la suite de la fin de cette alliance, il privilégie une stratégie d'autonomie, avec l'élection de Fabien Roussel comme secrétaire national. En 2022, il participe à la formation de la coalition de la Nouvelle Union populaire écologique et sociale (NUPES) à l'occasion des élections législatives. En 2024, il est membre du Nouveau Front populaire (NFP) en vue des élections législatives anticipées.
Le PCF revendique quelque 42 000 adhérents à jour de cotisation en 2023. L'organe officiel du parti est pendant longtemps le journal L'Humanité, qui en est désormais structurellement indépendant, tout en en restant proche.
Le PCF obtient traditionnellement ses meilleurs scores électoraux en banlieue parisienne, ainsi que dans plusieurs fiefs provinciaux comme le nord de l'Auvergne, le Limousin, les Cévennes, les Côtes-d'Armor, le Nord, le Pas-de-Calais, la Somme (en particulier le Vimeu) et la Seine-Maritime.

## Histoire

### Fondation au congrès de Tours (1920)
En décembre 1920, lors du congrès de Tours, la Section française de l'Internationale ouvrière (SFIO) se divise en deux. Une majorité des militants socialistes s'affilient à l'Internationale communiste (également connue sous l'appellation Komintern ou IIIe Internationale), fondée par Lénine à la suite de la révolution russe. Majoritaires, ils créent un nouveau parti, la Section française de l'Internationale communiste (SFIC), qui deviendra par la suite le Parti communiste français.
Le nouveau parti adopte les « 21 conditions à l'adhésion à la Troisième Internationale », se présente comme révolutionnaire, internationaliste et n’exclut pas d’avoir recours à des actions illégales en cas de nécessité. En interne, il prône le centralisme démocratique : la ligne du parti et ses différents aspects sont débattus et soumis au vote, et doivent ensuite être suivis par l'ensemble des membres, y compris par ceux ayant exprimé leur désaccord.

### Premières années (1921-1933)

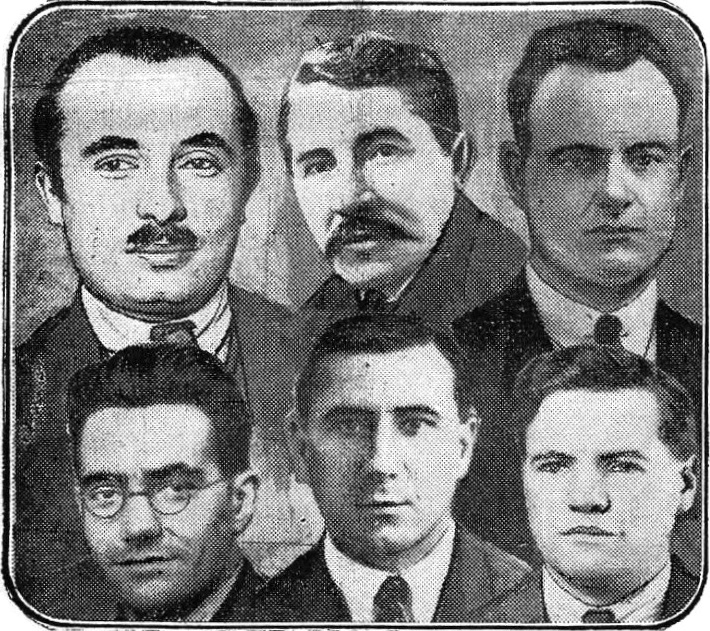
Candidats communistes aux élections législatives de 1928. Dans le sens horaire : Jacques Duclos, Marcel Cachin, Henri Barbé, Maurice Thorez, Robert Alloyer et Jacques Doriot.

Rapidement, le parti est rebaptisé Parti communiste-Section française de l'Internationale communiste (PC-SFIC),,,,. Il est distinct du Parti communiste (PC), dissout en mars 1921, qui est une formation d’inspiration libertaire et anti-parlementariste lancée en 1919, de laquelle émerge le soviétisme-libertaire, et liée aux anarchistes soutenant la révolution russe.
Les premières années du PC-SFIC sont marquées par sa stalinisation (ou bolchévisation), ainsi que par un activisme militant, en matière d’antimilitarisme. L'arrestation et l'incarcération de courte durée est très fréquente, tant pour les militants que pour les dirigeants. Aux élections législatives de 1924, le parti obtient 9,8 % des suffrages et 26 députés. En 1925, les élections de femmes présentées par le PC-SFIC sont annulées, celles-ci ne pouvant voter et se présenter aux élections.
Alors que de nombreuses exclusions de membres fondateurs du parti ont lieu, le PC-SFIC suit les directives de l’Internationale communiste en s'opposant à toute entente avec les partis « bourgeois », SFIO comprise. L'autoritarisme et la bureaucratie du parti ont des conséquences très négatives sur les effectifs des militants et provoquent une crise des cadres. Aux élections législatives de 1932, le parti obtient 8,3 % des suffrages, son plus mauvais résultat depuis sa création. Des organisations communistes dissidentes se créent pour défendre un communisme opposé au stalinisme.
Le Parti communiste s’engage dans les luttes anticoloniales, une position alors isolée dans le paysage politique français. L’Union intercoloniale, créée en 1922, rassemble des militants originaires des colonies françaises autour de revendications d’égalité politique (droit de vote) et sociale (« À travail égal, salaire égal »). Les communistes appellent ainsi à la fraternisation avec les insurgés marocains lors de la guerre du Rif (1925-1926) et à l’évacuation du Maroc par l’armée française, s'engagent pour l’arrêt des combats et l'indépendance de la Syrie lors de la grande révolte de 1925-1927, et dénoncent les festivités du centenaire de la colonisation de l'Algérie, organisant par exemple une campagne de boycott de l'exposition coloniale (1931).
En 1930, Maurice Thorez, qui se montre critique envers la direction sortante, prend la tête du PC-SFIC sur demande des autorités de Moscou. Certains membres du parti participent à des activités d'espionnage en France au profit de l'URSS, une stratégie qui culmine avec l'éclatement de l'affaire Fantômas,.

### Front populaire et guerre d'Espagne (1934-1939)

La Chambre des députés élue en 1936.

Après la prise du pouvoir d'Adolf Hitler, l'Internationale communiste recommande une ligne moins sectaire. La lutte pour la direction du parti entre Jacques Doriot et Maurice Thorez aboutit à l'éviction du premier, qui évolue vers l’anticommunisme et crée en 1936 le Parti populaire français. Maurice Thorez s'entoure d'une équipe constituée de Jacques Duclos, Benoît Frachon et du représentant de l'Internationale communiste, Eugen Fried, qui exerce une influence considérable,,. Les instances dirigeantes suivent la ligne de l'Internationale communiste alors dirigée par Georgi Dimitrov en URSS. Cette subordination pose peu de problèmes à l'intérieur du parti français, tant est grand le prestige de l'URSS, mais également celui de Dimitrov, dont la renommée devint internationale après avoir prouvé son innocence lors du procès de Leipzig. L'opposition à cette orientation pouvait entraîner l'exclusion (c'est le cas d'André Ferrat, ancien rédacteur en chef de L'Humanité qui rejoint la SFIO). L'équipe Thorez-Duclos-Frachon connaît une longévité exceptionnelle et dirige le parti français près de trois décennies.
Le parti s'organise autour de dirigeants majoritairement issus de la classe ouvrière, mettant en place des dispositifs de formation et de promotion de cadres d’origine populaire et favorisant la présentation aux élections de candidats ouvriers et paysans. Les dirigeants Thorez, Duclos et Frachon ont été respectivement mineur, métallurgiste et ouvrier pâtissier. Le cheminot Pierre Semard a été secrétaire général du parti de 1924 à 1929, avant que lui succède Maurice Thorez. Cependant, les ouvriers peu qualifiés sont cantonnés aux postes à faible responsabilité.
À la suite de la crise du 6 février 1934 en France, vue comme une tentative de coup d'État fasciste, le PC-SFIC change de stratégie, et forme avec la SFIO et les radicaux le Front populaire, qui remporte les élections législatives de 1936. Après avoir obtenu 72 sièges et 15 % des voix, le PC-SFIC soutient le gouvernement Blum, mais n’y participe pas sur ordre de Moscou. La direction du parti appelle ensuite à l'arrêt de la grève générale spontanée à l’issue des accords de Matignon, qui prévoient des mesures sociales ne figurant pas dans le programme électoral du Front populaire. Sur le plan syndical, la CGTU et la CGT se réunifient.
De 1936 à 1939, le soutien aux républicains espagnols représente une part importante de l'activité du Parti communiste (SFIC), tant par l'envoi de volontaires dans les Brigades internationales que par la mise sur pied de moyens matériels.
Sur le plan social, le PC-SFIC suit le revirement politique stalinien de l'URSS des années 1930 : il rompt avec les avancées féministes post-révolution de 1917, condamne le divorce et l'avortement, et prône le natalisme, en réaction aux idées malthusiennes et eugénistes en vogue à cette épogue. Dans ce contexte, Maurice Thorez tend la main aux catholiques. En dépit de son conservatisme moral des années 1930-1960 et alors que les femmes ont peu de fonctions importantes en son sein, le Parti communiste est, tout au long du XXe siècle, le parti le plus féminisé de France : engagé en faveur du droit de vote des femmes à partir des années 1920, il fait élire en 1946 dix-sept des trente-trois premières femmes députées ; en 1956, on ne compte plus que dix-neuf femmes à l’Assemblée nationale, mais quinze sont communistes.

### Attitude lors de la Seconde Guerre mondiale (1939-1945)
Le 23 août 1939, l'URSS signe le pacte germano-soviétique, un accord de non-agression et de partage de l'Europe centrale avec l'Allemagne nazie. Le PC français est ébranlé par ce pacte, préparé dans le plus grand secret à Moscou, mais en approuve officiellement la signature, ce qui entraîne le départ de certains militants. En septembre, dès l’invasion allemande de la Pologne, les députés communistes français votent les crédits de guerre, et les militants répondent à l’ordre de mobilisation générale. De son côté, l'Union soviétique reste neutre et achève même l'invasion de la Pologne telle que prévue par le pacte.

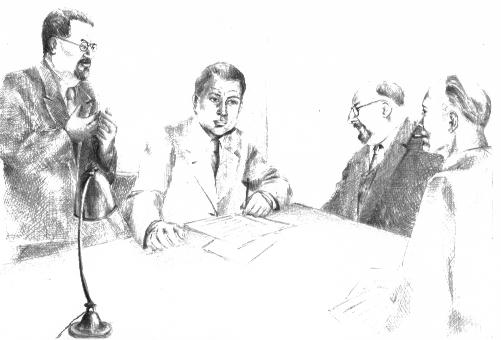
Réunion clandestine de la direction du PCF à Longjumeau en 1943, réunissant, de gauche à droite, Benoît Frachon, Auguste Lecœur, Jacques Duclos et Charles Tillon.

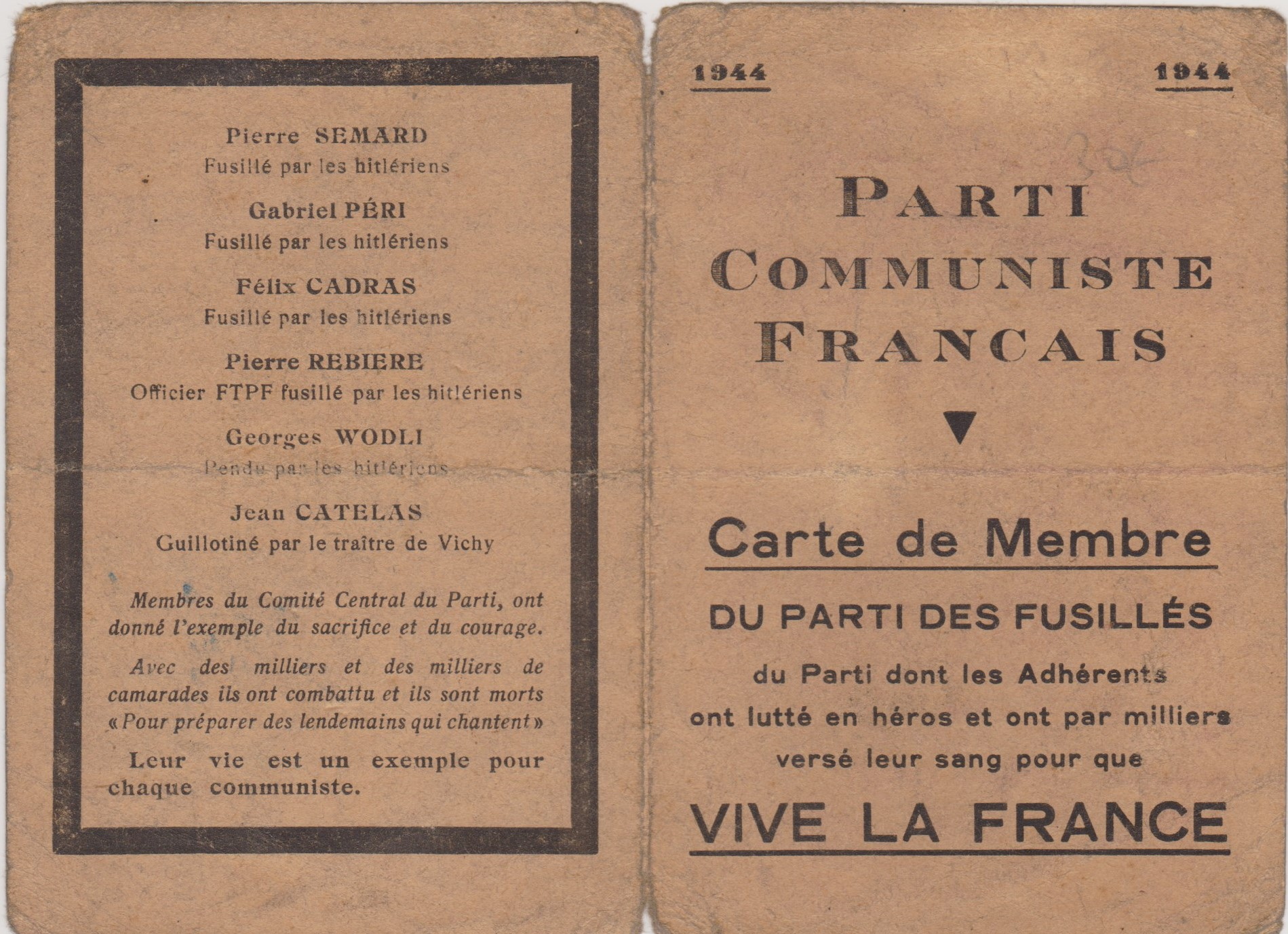
Carte du Parti communiste français, « Parti des fusillés », pour l'année 1944. Six dirigeants sont mis en exergue : Pierre Semard, Gabriel Péri, Félix Cadras, Pierre Rebière, Georges Wodli, Jean Catelas.

Le gouvernement Daladier estimant que les communistes découragent l'effort de guerre, la presse communiste est interdite le 26 août 1939. Le Parti communiste (SFIC) est ensuite interdit par un décret-loi du 26 septembre 1939. Les 43 députés restés fidèles à la ligne du parti fondent le Groupe ouvrier et paysan français à la Chambre des députés. Ces députés sont toutefois arrêtés le 8 octobre 1939, déchus de leur mandat le 21 janvier 1940, puis condamnés à des peines allant de quatre ans de prison avec sursis à cinq ans de prison ferme ainsi qu'à cinq ans de privation de leurs droits civiques et civils. Certains parlementaires sont déportés en Algérie, puis libérés après le débarquement allié en Afrique du Nord en 1943, tandis que d'autres vivent dans la clandestinité en France ou sont emprisonnés. Le secrétaire général du PC-SFIC, Maurice Thorez, mobilisé, déserte l'armée française en octobre 1939, et se réfugie en Belgique, où est reconstituée la direction du PC-SFIC, désormais clandestin.
Dans les mois qui suivent la remise des pleins pouvoirs au maréchal Pétain, l’État français poursuit la chasse aux communistes entamée sous la IIIe République. En juin 1940, des responsables de haut niveau, suivis de près par Jacques Duclos et Maurice Thorez, demandent aux autorités allemandes l'autorisation de faire reparaître légalement L'Humanité ; l'autorisation n'est pas accordée. Après la Libération, le PCF nie l'existence de pourparlers avec l'occupant concernant la reparution de L'Humanité. Il les reconnaît par la suite mais l'attribue à l'initiative de simples militants. C'est seulement à partir des années 1980 que le parti admet que ces négociations ont été réalisées sur consigne de la direction du parti,,.
Bien que certains membres du parti l’aient fait avant — Georges Guingouin en avril 1941 à Soudaine-Lavidanière et un dirigeant, Charles Tillon, la veille de l'appel du 18 juin 1940 —, le PC-SFIC n'entre officiellement en résistance armée qu'au début de l'été 1941 : les communistes se tournent alors massivement vers le combat militaire contre l'occupant,. Malgré ce retard relatif, il se prévaut d'être le premier parti politique français à l'avoir fait. Parmi les raisons qui auraient fait  hésiter les communistes avant l'été 1941 à frapper militairement les armées d'occupation, il y avait le fait selon l'historien Marc Ferro que « ce soldat allemand pouvait être un camarade communiste de Hambourg ou un ouvrier de Berlin… Un officier pouvait être un professeur antihitlérien ». Certains historiens relèvent également que le pacte germano-soviétique constituait également à l'autre bord une source d'embarras et de perplexité pour les collaborateurs pendant la première année d'occupation. Or dès l'annonce de l'invasion de l'URSS en 1941, ils exultent face à la clarté binaire de la nouvelle situation.
Le communiste Charles Tillon témoigne d'actes croissants de sabotage avant l'attentat contre un officier allemand au métro Barbès - Rochechouart du 21 août 1941 : « Les transports ferroviaires subissent 21 attaques, dont 4 à l'explosif et 3 par déboulonnage. Des circuits téléphoniques sont coupés, des officines de la collaboration sont détruites à Paris… Le plus important de ces attentats contre les transports ferroviaires est le déraillement d'un train dans la nuit du 16 au 17 juillet près d'Épinay ».
En parallèle, des militants ayant quitté le PC-SFIC se montrent favorables à la Collaboration. Ainsi, Marcel Gitton, ancien numéro trois du parti, regroupe d'anciens députés communistes du Groupe ouvrier et paysan et fonde en 1941 le Parti ouvrier et paysan français (POPF), qui milite pour la Collaboration,. Gitton est assassiné en septembre 1941 par un résistant communiste.
Préparé à la Résistance par la pratique de la clandestinité enclenchée sous le gouvernement Daladier, le PC-SFIC engage la lutte contre l'occupant à partir de mai 1941. Pierre Georges, dit « Colonel Fabien », membre du PCF, réalise le 21 août 1941 ce qui est considéré comme le premier attentat meurtrier contre les troupes d'occupation. À partir d'octobre 1941, Georges Guingouin joue un rôle important dans la formation du maquis du Limousin. Le Front national de lutte pour la libération et l'indépendance de la France, mouvement de la Résistance intérieure française, est créé par le PC-SFIC en 1941. Des dirigeants communistes comme Auguste Havez et Marcel Paul sont actifs dans l'ouest de la France. Des intellectuels communistes participent également à la Résistance, autour de La Pensée libre, dont plusieurs contributeurs sont exécutés par les Allemands, et des Lettres françaises. Les résistants communistes français se rapprochent ensuite des autres éléments de la résistance intérieure française comme de la France libre. Le Parti communiste intègre le Comité français de libération nationale, formé en 1943 : François Billoux est nommé commissaire d’État et Fernand Grenier commissaire à l’Air.
Le colonel Rémy qui, malgré son propre anticommunisme, favorise le ralliement des communistes métropolitains à la France libre, écrit bien des années plus tard : « Le PCF a longtemps représenté sous l’occupation ennemie la seule organisation cohérente, disposant d’un excellent appareil mis en place de longue date, d’une stricte discipline chez tous ses membres et, par-dessus tout, d’une foi profonde chez ceux-ci. » Une grande part des résistants fusillés pendant l'occupation était issue des rangs du PC. Ainsi, 30 % des fusillés condamnés par un tribunal militaire allemand étaient communistes. Quant aux otages fusillés, 80 % d'entre eux étaient communistes.
Le PC-SFIC devient le Parti communiste français (PCF) en 1943 à la suite de la dissolution de l'Internationale communiste par Staline,,.

### Participation gouvernementale et succès électoraux (1944-1956)

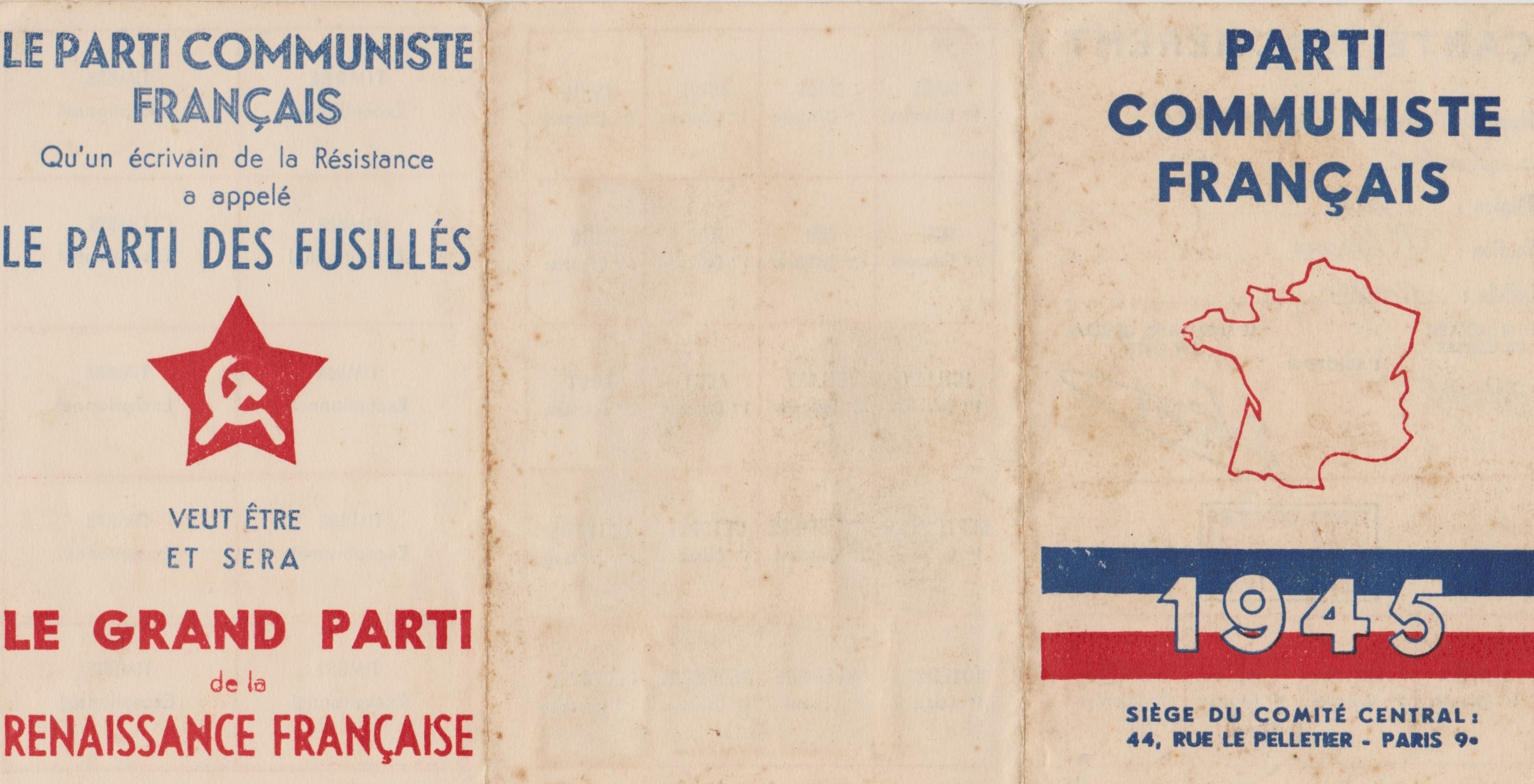
Carte du Parti communiste français pour l'année 1945 : « Parti des fusillés », sans que soit mentionné un nombre.

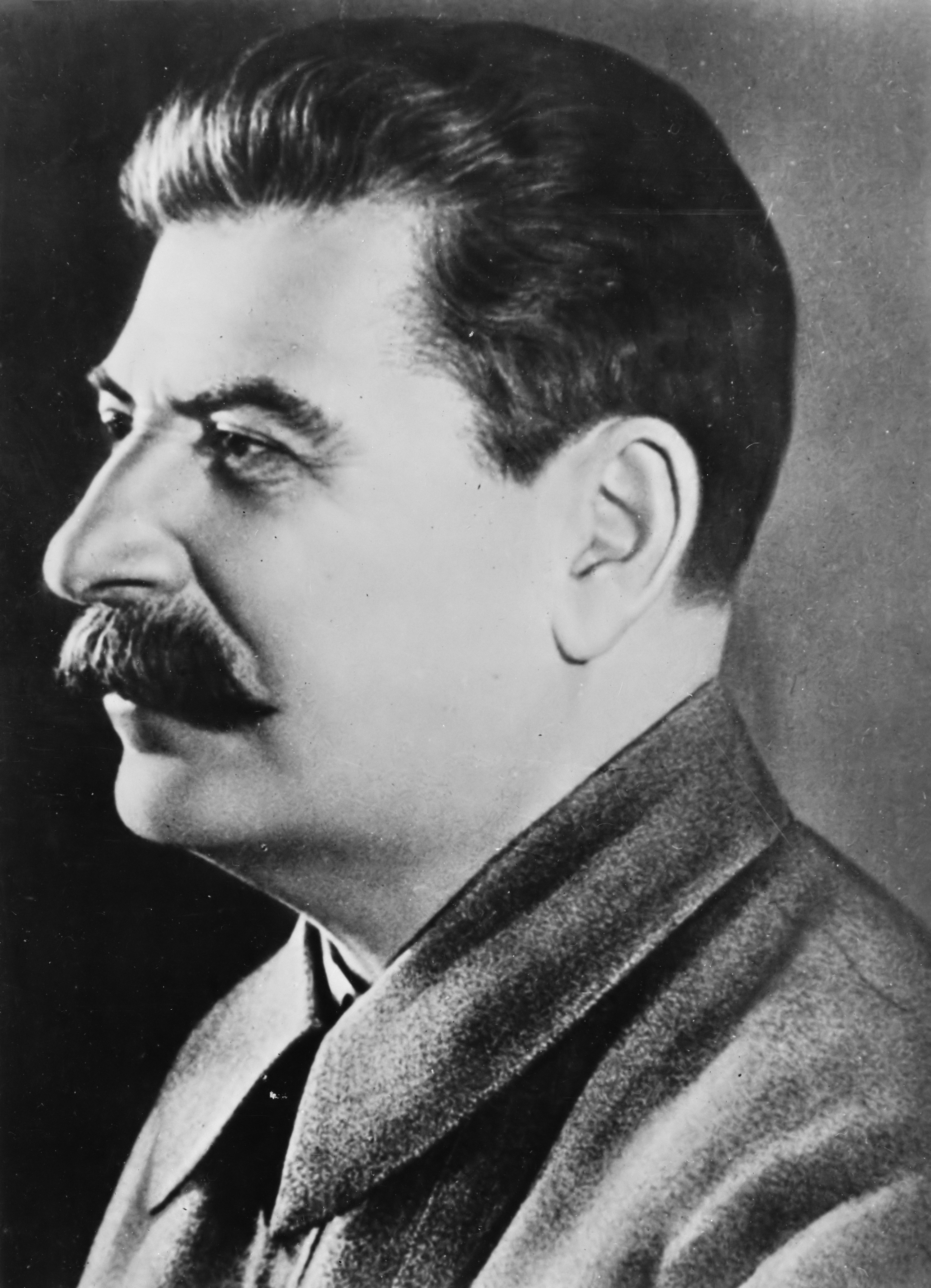
Pour le 70e anniversaire de Staline, le secrétaire général du PCF Maurice Thorez évoque la fierté des communistes à être staliniens : titre d'honneur et de gloire que nous nous efforçons de mériter.

À la Libération, le parti se décrit comme le « parti des 75 000 fusillés », chiffre exagéré puisque les historiens estiment à 25 000 — toutes tendances politiques confondues — le nombre de résistants fusillés ou déportés en France. Mais dès la fin de la guerre, certains anciens dirigeants de la Résistance sont progressivement écartés de la direction du PCF, ou bien sont exclus du parti.
Électoralement, le PCF s'implante fortement dans le monde ouvrier ainsi que dans les zones rurales — en maintenant une ligne de défense de la petite propriété plutôt que d’un modèle collectiviste, hormis le bref épisode des kolkhozes expérimentés en 1943 en Corse — et chez les intellectuels, parmi lesquels l'existentialiste Jean-Paul Sartre. Grâce à une rigoureuse politique de contrôle de sa composition sociale, il parvient pendant des décennies à rester un parti majoritairement composé d’ouvriers, y compris à sa tête,.
Le PCF fait partie des gouvernements français entre 1944 et 1947 :
- Gouvernement Charles de Gaulle (1) et (2) (10 septembre 1944 - 20 janvier 1946)

et puis dans le cadre d'un tripartisme avec le MRP et la SFIO :
- Gouvernement Félix Gouin
- Gouvernement Georges Bidault (1)
- Gouvernement Léon Blum (3)
- Gouvernement Paul Ramadier (1)

Des personnalités communistes participent par exemple à l'adoption du droit de vote des femmes (Fernand Grenier) ainsi qu'aux grandes lois relatives à la sécurité sociale (Ambroise Croizat). Aux élections constituantes le 21 octobre 1945, le PCF fait une percée en obtenant 26,2 % des suffrages et 159 députés, devenant le premier parti de France, au détriment d'autres partis de gauche (SFIO, Parti radical, UDSR). Il réalise son meilleur score dans un scrutin législatif lors des élections du 10 novembre 1946 (28,3 % des suffrages et 182 sièges), redevenant ainsi le premier parti de France. Allié au Rassemblement démocratique africain (RDA), présent dans les colonies françaises d'Afrique, il obtient du Parlement l'interdiction du travail forcé dans les colonies. Aux municipales d'octobre 1947, le PCF arrive en deuxième position avec 30 % des voix.
Le 4 mai 1947, sur fond de guerre froide, les communistes français sont exclus du gouvernement. Jusqu'à la fin de la IVe République, le PCF est le seul parti à rester à l'écart du pouvoir. La même année, le Kominform donne pour nouvelle direction stratégique aux différents partis communistes de s'opposer aux politiques gouvernementales : le PCF lance des grèves massives. Dans le même temps, le culte de la personnalité du PCF glorifie Staline, dont la popularité se renforce au sein du parti après sa mort en 1953,.
Aux législatives de 1951, le PCF perd 79 sièges du fait de son isolement et de la nouvelle loi électorale. Maurice Thorez, atteint d'hémiplégie, passe de longs séjours en URSS pour se faire soigner entre 1950 et 1953. Le PCF perd progressivement en popularité[réf. nécessaire]   et des désaccords idéologiques apparaissent chez les militants: les exclusions sont alors nombreuses, menées principalement par Jacques Duclos qui assure l’intérim comme secrétaire général pendant la maladie de Thorez . Des personnalités, comme Auguste Lecœur, s'inscrivent dans la remise en cause du stalinisme qui fait suite au rapport Khrouchtchev. Le PCF cache et minimise pendant deux décennies la critique de Staline et le « rapport attribué au camarade Khrouchtchev ». Le PCF demeure attaché à l'URSS, dont il soutient l'intervention en Hongrie contre l'insurrection de Budapest. Cette position lui aliène de nombreux soutiens, comme Aimé Césaire.
Anticolonialiste et antimilitariste, le PCF s'oppose à la guerre d'Indochine et à la guerre d'Algérie. La répression en 1952 d'une manifestation contre le général Matthew Ridgway, dirigeant des forces américaines en Corée, provoque la mort de deux manifestants, et conduit à la perquisition du siège du PCF et à l'arrestation de Jacques Duclos. En 1956, le PCF vote les pouvoirs spéciaux à Guy Mollet, mais celui-ci, contrairement à la volonté du parti, applique une politique dure de répression en Algérie française. Le parti y soutient le Front de libération nationale (FLN).

### Maintien de son socle électoral et début du rejet du modèle soviétique (1956-1970)

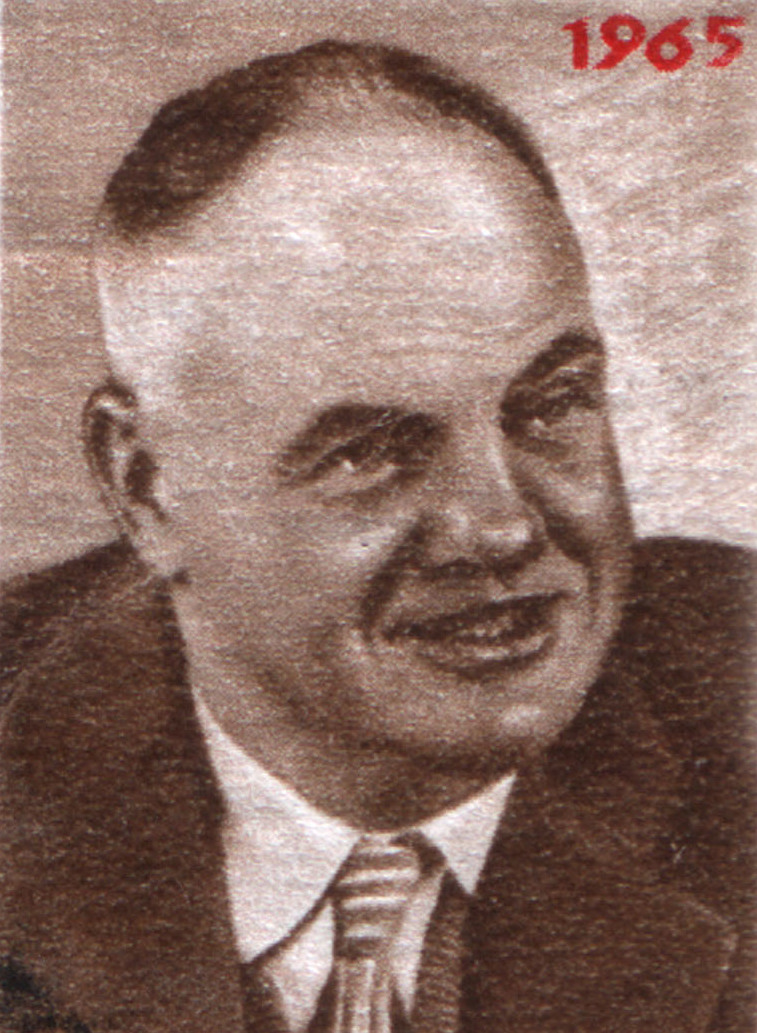
Timbre soviétique représentant Maurice Thorez.

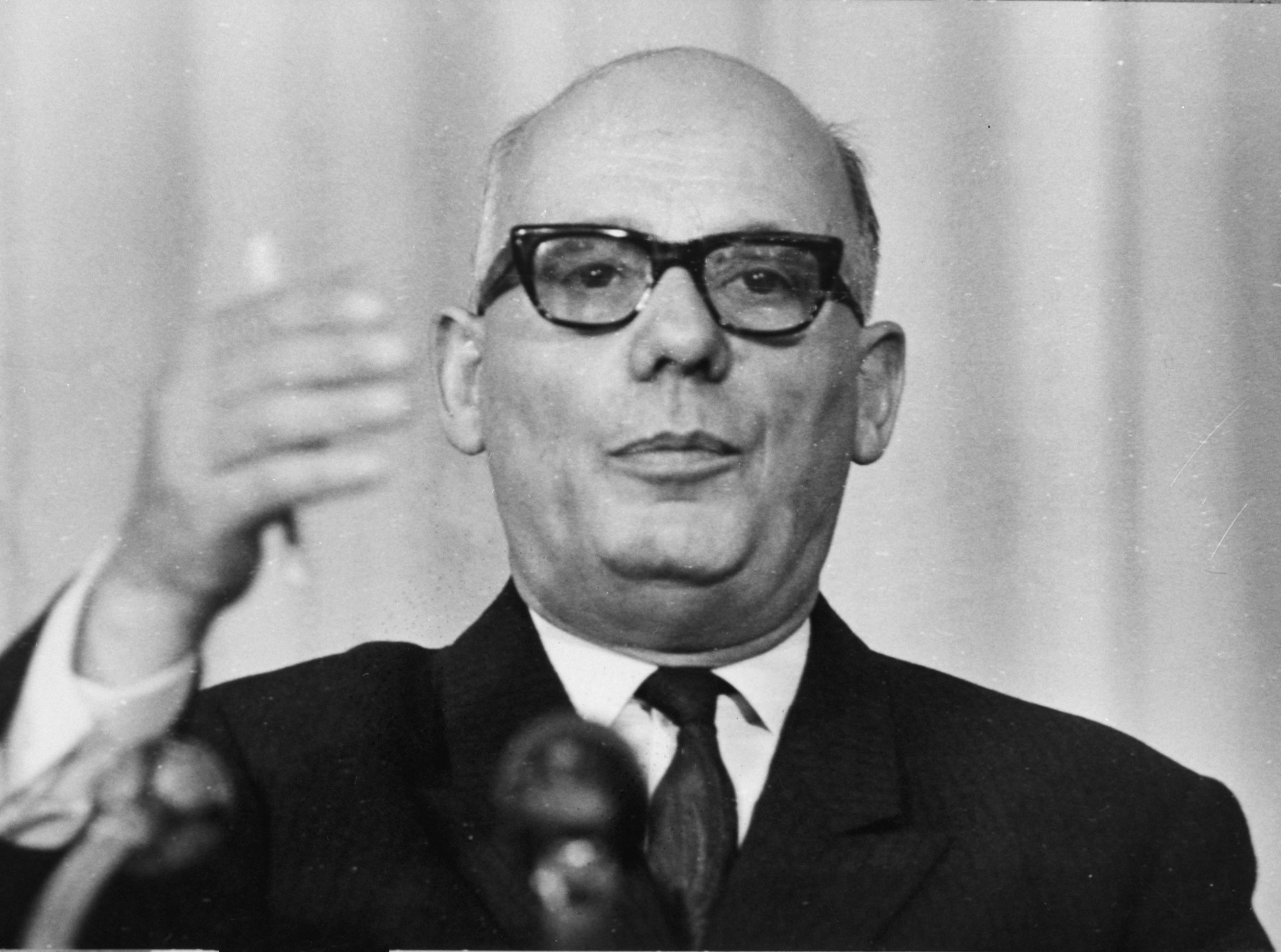
Waldeck Rochet, secrétaire général du PCF entre 1964 et 1972.

Aux législatives de 1958, après le retour du général de Gaulle au pouvoir, le PCF obtient 19 % des voix au premier tour et seulement 10 députés. Il réoriente sa ligne politique au congrès de 1959, en envisageant une alliance de ceux qui s'opposent au « capitalisme monopoliste d'État ». Aux législatives de 1962, le PCF obtient 22 % des suffrages et 40 députés.
Après la mort de Maurice Thorez, la période entre 1964 et 1972 apparaît comme une phase de transition sous le mandat de Waldeck Rochet, liée à la « détente » des relations entre les États-Unis et l'URSS. Lors de l'élection présidentielle de 1965, le PCF soutient le candidat unique de la gauche, François Mitterrand (CIR). Ce rapprochement avec la gauche non-communiste est renouvelé lors des élections législatives de 1967, avec un accord de désistements au second tour qui permet à la gauche de remporter de nombreux sièges (73 députés PCF et 116 FGDS) et manquant de peu à mettre en majorité relative la majorité gaulliste.
Waldeck Rochet, lui-même ancien maraîcher à l’accent bourguignon distinctif, mène une politique volontariste à destination des « paysans travailleurs ». Le parti était déjà doté d’une section agraire, de cellules rurales, ainsi que d’un hebdomadaire spécifique largement diffusé. Le PCF s’est longtemps attelé à déconstruire le « mythe » de « l’unité paysanne », en prônant l’alliance des ouvriers et des paysans. Une alliance qui, selon Waldeck Rochet, a effrayé la bourgeoisie qui « s’est toujours employée à diviser les travailleurs des villes et des champs ». Aux législatives de 1962, le PCF réunit plus de 20 % des suffrages exprimés dans quarante départements ruraux.
Durant les événements de Mai 68, le PCF est d'abord hostile au mouvement étudiant qu'il qualifie de « gauchiste » et de « bourgeois », préférant soutenir l'appel à la grève générale lancé par la CGT le 12 mai. Aux élections législatives de 1968, le PCF obtient 20 % des voix et 34 députés, devançant nettement en nombre de voix la FGDS.

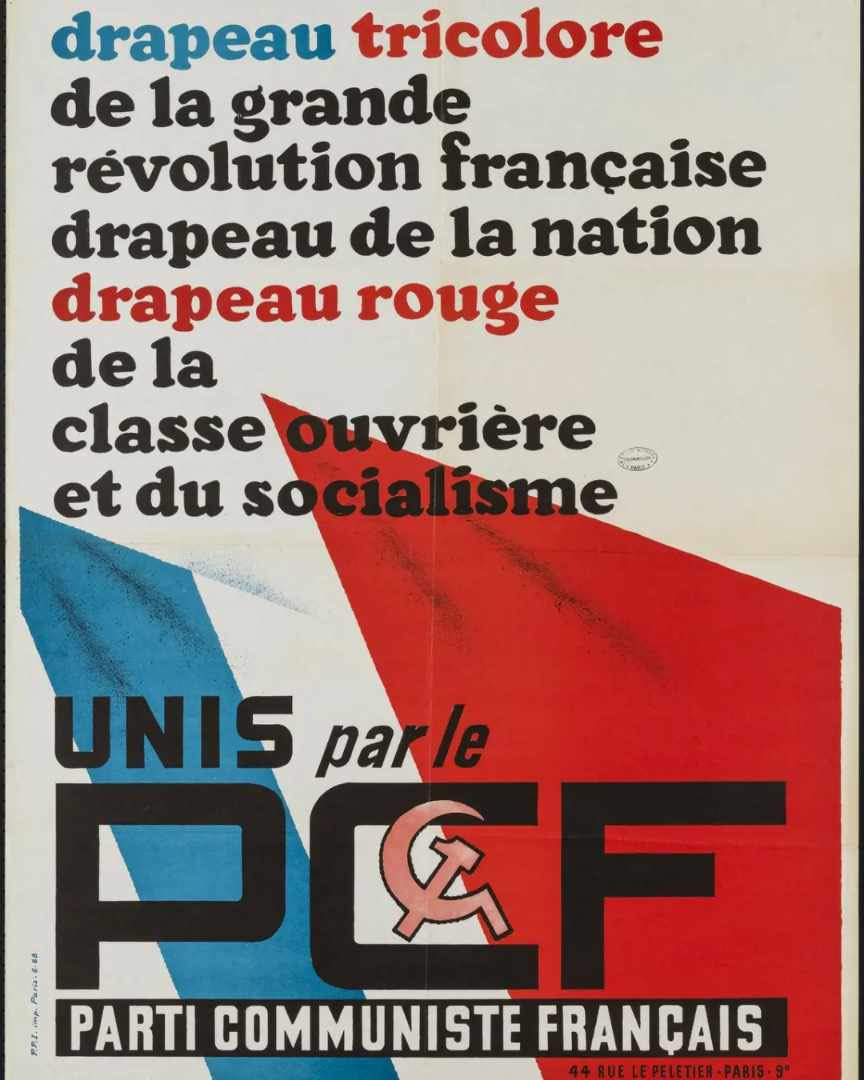
Affiche du PCF éditée en 1968. Sous-sol du bureau du Parti communiste de Tarbes.

L'année suivante, le candidat du PCF à la présidentielle, Jacques Duclos, obtient 21,2 % des voix, manquant de peu de se qualifier au second tour. Ce score, considéré comme excellent, confirme la suprématie du PCF au sein de la gauche, qui devance largement les autres candidats. Leader de l'opposition, le parti se félicite de voir certaines de ses revendications de longue date entérinées par le pouvoir gaulliste : l'indépendance de l'Algérie (1962), retrait du commandement intégré de l'OTAN (1966), discours de Phnom Penh (1966), politique pro-arabe (1967).
À partir de 1968 avec la répression par l'URSS du Printemps de Prague, le PCF se démarque de la politique soviétique : le parti désapprouve l'intervention de l'armée sans pour autant la condamner fermement. Cette ambiguïté l'éloigne d'un certain nombre de militants, en particulier des cercles intellectuels qui lui étaient restés favorables. Par la suite, la parution en France de L'Archipel du Goulag, d'Alexandre Soljenitsyne, participe au débat sur la situation des pays communistes.
Le PCF vit à partir de 1950 un effondrement général du nombre d'adhérents, cependant plus limité dans « les vieux bastions ouvriers de 1937 », comme « les vieilles fédérations (Nord, Seine, Seine-et-Oise) », avec une « résistance du PCF dans la classe ouvrière ». Car si le nombre des cellules locales ou rurales a régressé de 39 %, celui des cellules d'entreprise n'a baissé que de 31 %, malgré une répression bien plus sévère dans les usines qu'à la Libération, ce qui fait que les ouvriers représentent désormais 40 % des effectifs communistes et les femmes désormais 20 % contre 11 % en 1946.

### Programme commun, prise de distance avec l'URSS et amorce du déclin (1970-1981)

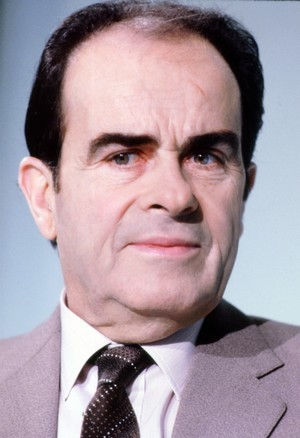
Georges Marchais, secrétaire général du PCF de 1972 à 1994.

Au début des années 1970, Waldeck Rochet quitte la direction du parti pour cause de maladie. Il est remplacé par Georges Marchais, qui affiche pour objectif de faire accéder la gauche au pouvoir. Dans cette optique, il signe en 1972 le Programme commun d'union de la gauche avec le Parti socialiste, tout juste créé. Lors de l'élection présidentielle de 1974, comme en 1965, le PCF apporte son soutien au socialiste François Mitterrand, qui échoue au second tour face à Valéry Giscard d'Estaing.
En 1976, le PCF se démarque des dirigeants de l'URSS pour s'orienter vers une ligne de type eurocommuniste, à l'image du Parti communiste italien. Le parti abandonne la référence à la doctrine de la « dictature du prolétariat », affirme son indépendance vis-à-vis de Moscou et son attachement aux libertés publiques. Ce changement survient vingt ans après la publication en URSS du rapport Khrouchtchev, ce qui fera dire à Robert Hue : « Le PCF a trop tardé. Ça nous a coûté cher […]. C'est vingt ans trop tard ».
Les élections intervenant à partir de 1976 montrent que le PS l'emporte sur le PCF, une situation inédite depuis la fin de la Seconde Guerre mondiale. Le PCF dirige cependant près de 1 500 municipalités après les élections municipales de 1977. Peu après, en vue des législatives de 1978, pour lesquelles la gauche est favorite, la direction communiste propose à ses partenaires une actualisation du Programme commun, appelant à renforcer le volet social et le champ des nationalisations. Mais après des mois de négociations, les trois formations actent leur désaccord et se présentent aux élections avec leurs propres programmes. Contre toute attente, la majorité de droite l'emporte finalement.
Par la suite, alors qu'il pensait sortir gagnant du Programme commun lors de sa signature en 1972, le PCF ne retrouve plus la première place à gauche, en partie en raison de l'émergence des classes moyennes et de la croissance des entreprises de services. Il s'ensuit une vague de contestation dans une frange du parti, qui reproche à Georges Marchais d'être responsable de l’échec des négociations sur le Programme commun. En 1979, le soutien apporté par le secrétaire général du PCF à l'intervention soviétique en Afghanistan — prise de position contraire aux orientations du comité central du parti — est interprété comme le signe d'un réalignement du PCF sur la politique soviétique. Le parti continue d'ailleurs à recevoir une aide financière et matérielle importante de la part de l’URSS.

### Incompatibilité avec la participation gouvernementale et poursuite du déclin (1981-1994)
Pendant la campagne présidentielle de 1981, Georges Marchais, désigné candidat du parti, est un temps en passe de dépasser François Mitterrand dans les études d'opinion. Georges Marchais prône le rétablissement de la planification économique, la nationalisation de toutes les grandes entreprises et la hausse du SMIC. Il obtient finalement 15,3 % des voix, dix points derrière Mitterrand, qu'il rallie au second tour mais que de nombreux communistes refusent de soutenir. Aux élections législatives qui suivent la victoire du candidat socialiste, le PCF confirme son déclin : avec 16,1 %, il perd des sièges au profit du PS dans plusieurs de ses fiefs historiques, comme la Seine-Saint-Denis.
Après les élections, le PCF participe au gouvernement de Pierre Mauroy en obtenant quatre portefeuilles ministériels (Transports, Fonction publique, Santé, Formation professionnelle). Après l'échec de sa politique économique keynésienne (trois dévaluations successives, des milliards de francs de fuite de capitaux et une poursuite de l'augmentation du chômage), le gouvernement s'oriente rapidement vers une politique de « rigueur économique », qui laisse sceptiques les communistes et conduit à leur départ du gouvernement en juillet 1984.
Aux élections européennes de 1984, le PCF s'effondre à 11,2 %, talonné par le Front national. Le PCF passe sous la barre des 10 % lors des élections législatives de 1986, avec 35 députés. Mais Georges Marchais refuse de remettre la ligne du parti en question et continue de soutenir officiellement le régime soviétique. Il désigne André Lajoinie comme candidat à l'élection présidentielle de 1988. Le courant rénovateur de Pierre Juquin, qui propose une refonte du PCF sur une ligne eurocommuniste et écologiste, s'oppose à ce choix. Pierre Juquin se présente alors en candidat dissident : il recueille 2,1 % des voix, ce qui contribue au score historiquement bas obtenu par le candidat du PCF à une élection (6,8 %).
Lors des municipales de 1983 et de 1989, le PCF encaisse de lourdes pertes, perdant Nîmes, Amiens, Vierzon, Saint-Quentin, Saint-Étienne et Reims. Certains communistes, tels Charles Fiterman, quittent le PCF pour le PS, considérant que l'idéal communiste est mort. Aux élections européennes de 1989, la liste de Philippe Herzog obtient 7,7 %, quatre points derrière le Front national, un nombre croissant d'électeurs ouvriers se ralliant au parti d'extrême-droite. Les années suivantes, le parti poursuit son déclin et Georges Marchais se résout à quitter sa tête.

### Rénovation, redressement et participation à la majorité plurielle (1994-2002)

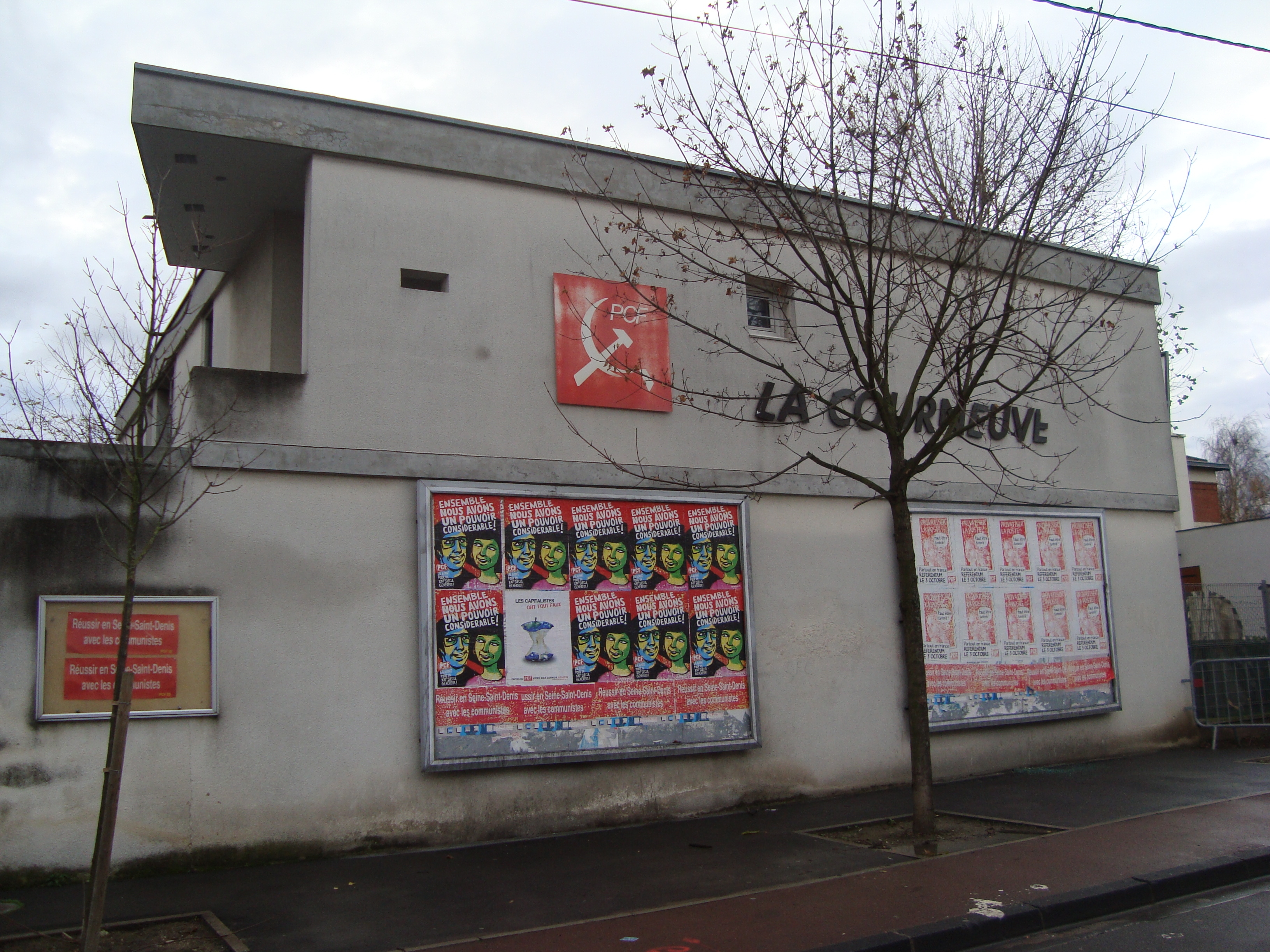
Le local du PCF à La Courneuve. La faucille et le marteau demeurent en 2009.

Lors de son XXVIIIe congrès, en 1994, et après la chute du mur de Berlin en 1989 et de l'URSS en 1991, le PCF abandonne le centralisme démocratique et le mode d'organisation marxiste-léniniste : les militants votent désormais directement pour choisir une motion. Ainsi, les marxistes-léninistes (Maxime Gremetz, André Gerin) se regroupent au sein du courant orthodoxe, tandis que les eurocommunistes (Marcelin Berthelot, Patrick Braouezec) s'organisent au sein d'un courant dit « refondateur ». À l'issue du congrès, Robert Hue devient secrétaire national du parti. La faucille et le marteau sont supprimés sur le logo du PCF.
Bien que concurrencé par Arlette Laguiller, Robert Hue obtient 8,6 % des voix à l'élection présidentielle de 1995, ce qui est considéré comme un score honorable. Le secrétaire national engage alors une « mutation » du parti. Lors de la publication du Livre noir du communisme, Hue reconnait les crimes du marxisme-léninisme et rompt avec Georges Marchais en déclarant que le bilan de l'URSS est « négatif, monstrueux même, à bien des égards ». En 1996, il suggère de changer le nom du Parti communiste, mais abandonne face à la pression du courant orthodoxe, qui menace d'une scission.

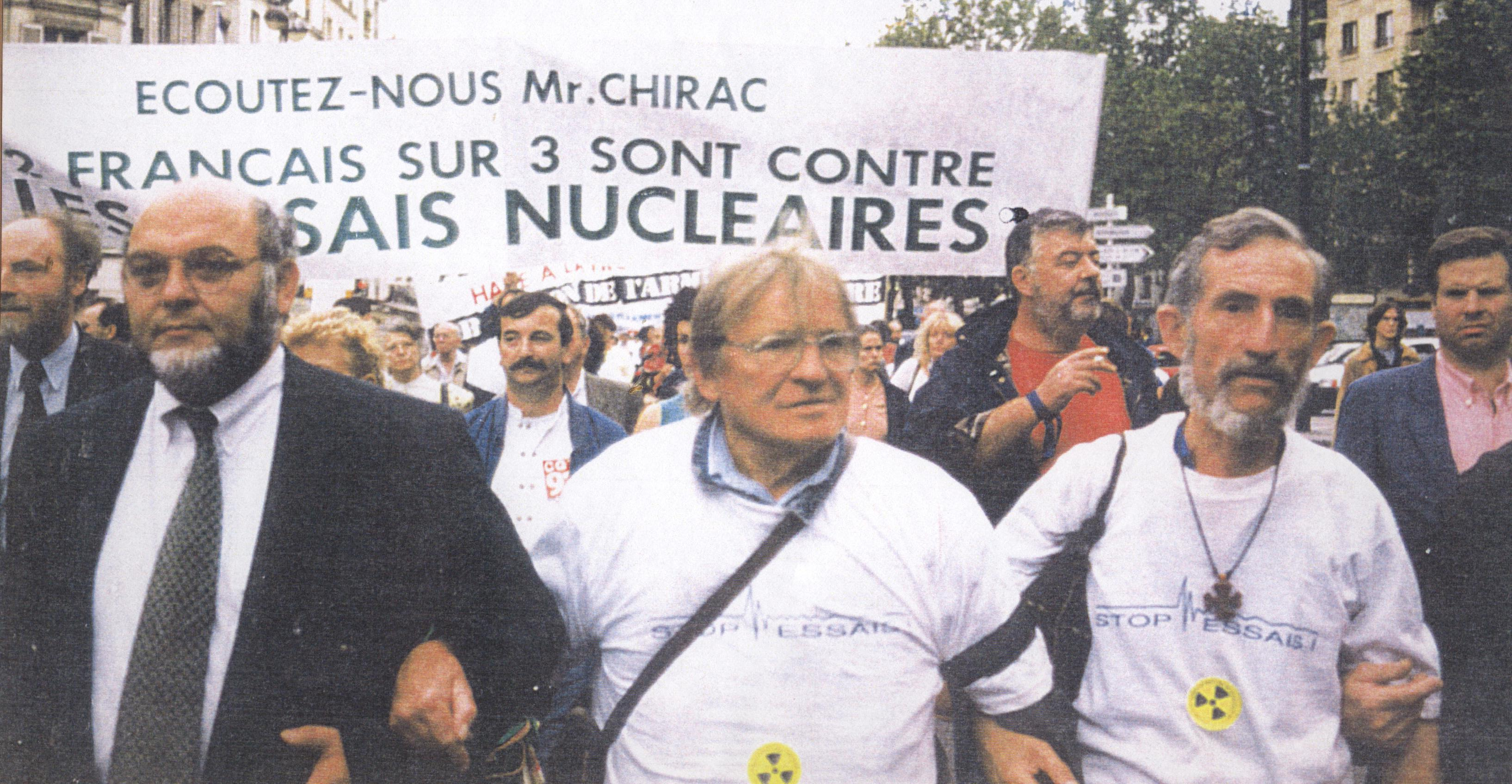
Robert Hue lors de manifestation de la gauche contre les essais nucléaires.

Aux élections législatives de 1997, le PCF participe à la gauche plurielle, une coalition de la gauche parlementaire. Avec 9,9 % des voix, le PCF remonte à 35 sièges : malgré de fortes dissensions internes provoquées par la remise en cause de la ligne passée, la stratégie de Robert Hue paraît payante. Plusieurs ministres entrent alors dans le gouvernement Lionel Jospin. Le ministre Jean-Claude Gayssot porte la loi SRU, qui fixe un objectif de 20 % de logements sociaux dans les villes, et Marie-George Buffet fait progresser la lutte contre le dopage dans le sport. Après avoir donné des résultats économiques satisfaisants, le gouvernement Jospin déçoit une partie de l'électorat communiste. Aux élections intermédiaires, le PCF obtient des résultats oscillants.
Dans le même temps, le parti continue à se réformer. En 2000, le conseil national met en place une direction collective entre Marie-George Buffet (secrétaire nationale) et Robert Hue (qui devient président du PCF, une fonction inédite dans l'histoire du parti), et prévoit la désignation de son candidat à l'élection présidentielle par les adhérents. Le parti comprend alors plusieurs courants, même si les tendances ne sont pas reconnues par les statuts : un courant conservateur (« orthodoxe »), surtout implanté dans le Nord de la France, qui revendique le marxisme-léninisme comme doctrine, un courant refondateur, qui prône une réorganisation totale du parti, et le courant majoritaire, derrière Marie-George Buffet, qui prône l'ouverture aux mouvements sociaux et aux autres organisations de gauche tout en n'excluant pas une participation au gouvernement.

### Chute électorale et ouverture sur la gauche antilibérale (2002-2007)

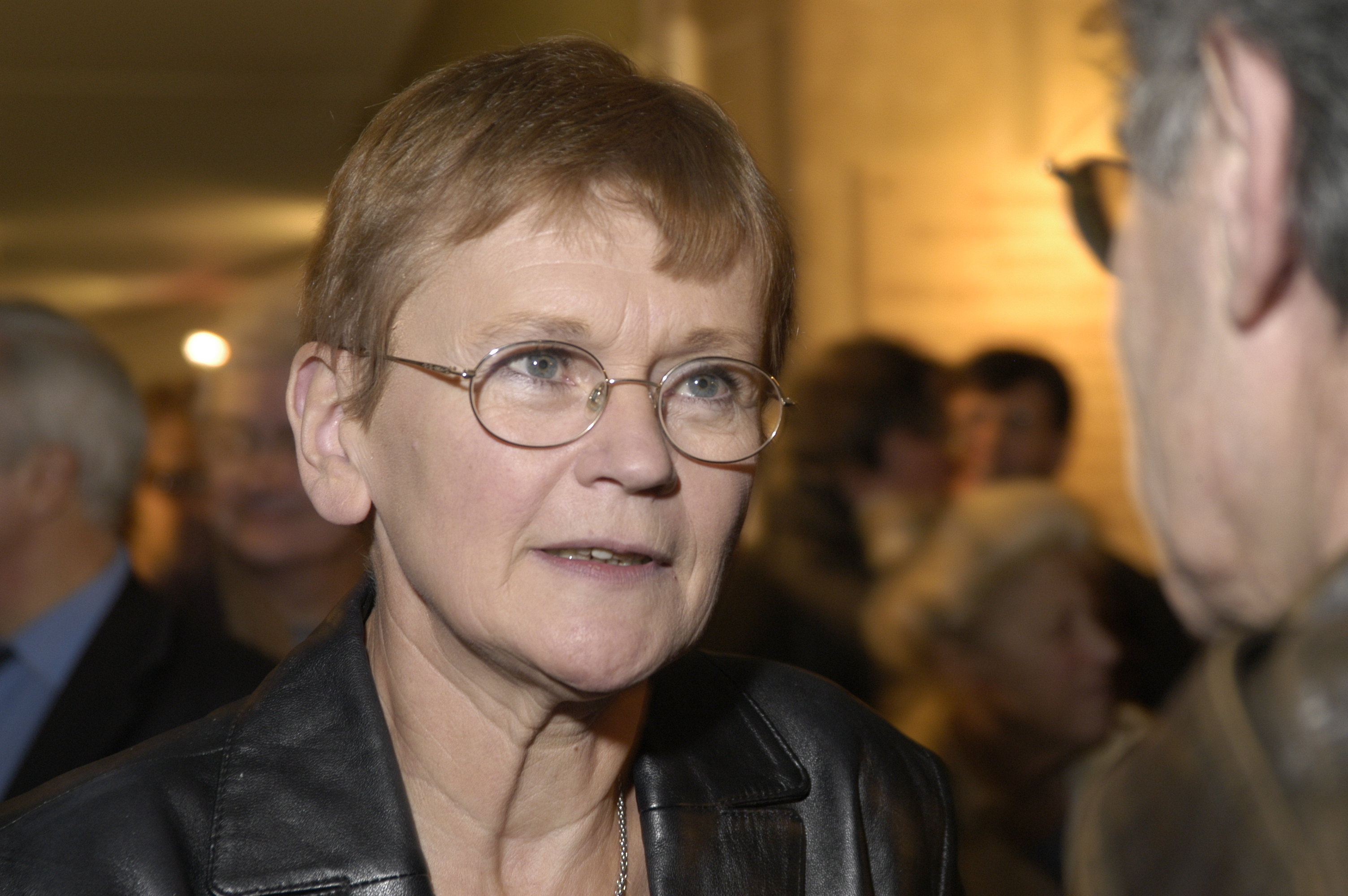
Marie-George Buffet, secrétaire nationale du PCF de 2001 à 2010.

En 2002, le PCF obtient des scores historiquement faibles, divisés par deux à trois par rapport aux élections précédentes. À la présidentielle, Robert Hue — concurrencé par plusieurs candidats d'extrême gauche et affaibli par la fuite de son électorat ouvrier vers le Front national — obtient seulement 3,4 % des suffrages. Dans les semaines qui suivent, avec 4,8 % des voix aux élections législatives, le parti voit son score divisé par deux et passe de 35 à 21 députés.
Ces résultats s'accompagnent d'une baisse significative du nombre d'adhérents et entraînent la démission de Robert Hue de la présidence du PCF,. Alors que Marie-George Buffet reste seule à la tête du parti, la stratégie d'alliances et l'avenir même du parti suscitent le débat : les orthodoxes prônent l'autonomie, les refondateurs la constitution d'un « pôle de radicalité » à la gauche du PS, les « huistes » un « parti communiste nouveau ». Aux élections régionales de 2004, le PCF adopte une stratégie « à la carte » et se redresse légèrement.
La stratégie d'ouverture au mouvement social est adoptée aux élections européennes de 2004, mais elle se heurte aux résistances de fédérations locales. Dans le même temps, le PCF participe à la fondation du Parti de la gauche européenne (PGE), parti politique européen regroupant des partis de gauche radicale (communistes ou non). Le PCF prend position en faveur du mariage homosexuel, Marie-George Buffet présentant l'année suivante la première proposition de loi sur le sujet, qui est rejetée. Alors que 494 députés ont voté pour la loi interdisant les signes religieux dans les écoles publiques, la majorité de ceux du PCF font partie des 36 à voter contre, parmi lesquels aussi plusieurs députés de la droite.
Lors de la campagne du référendum sur le traité constitutionnel européen de 2005, le PCF prend activement part à la campagne pour le « non ». Il aide à la création de collectifs unitaires locaux et organise des réunions nationales allant de la LCR à certains socialistes. La victoire du non renforce la position du PCF, qui s'attèle à un rassemblement de la gauche antilibérale, avec des socialistes, la LCR et des personnalités et forces issues du mouvement social (altermondialistes, syndicalistes, associatifs…). Des « collectifs unitaires » sont lancés.
Les collectifs adoptent un programme commun, mais butent sur la question d'une candidature commune à l'élection présidentielle de 2007. Le PCF présente la candidature de Marie-George Buffet, entourée d'un collectif unitaire de porte-paroles, qui se révèle majoritaire dans les votes des collectifs ; mais la majorité des autres composantes s'y oppose et aucun accord n’est trouvé, José Bové se portant également candidat. La candidature de Marie-George Buffet suscite même des divisions au sein du PCF. Finalement, Marie-George Buffet obtient 1,93 % des suffrages, arrivant en septième position, ce qui constitue le pire score de l'histoire du parti. Les deux candidats d'extrême gauche sont aussi en forte baisse par rapport à 2002. Comme la candidate PCF, ils ont critiqué, les déclarations de Ségolène Royal souhaitant que tous les Français disposent d’un drapeau de la France et soulignant son attachement à La Marseillaise.
Aux élections législatives qui suivent, le PCF baisse encore par rapport à 2002, n'obtient que 4,3 % des suffrages et perd six députés. Pour la première fois depuis 1958 dans l'impossibilité de former un groupe parlementaire, le PCF forme un groupe commun avec Les Verts, le groupe de la Gauche démocrate et républicaine (GDR).

### Composante du Front de gauche et soutien à Jean-Luc Mélenchon (2007-2018)

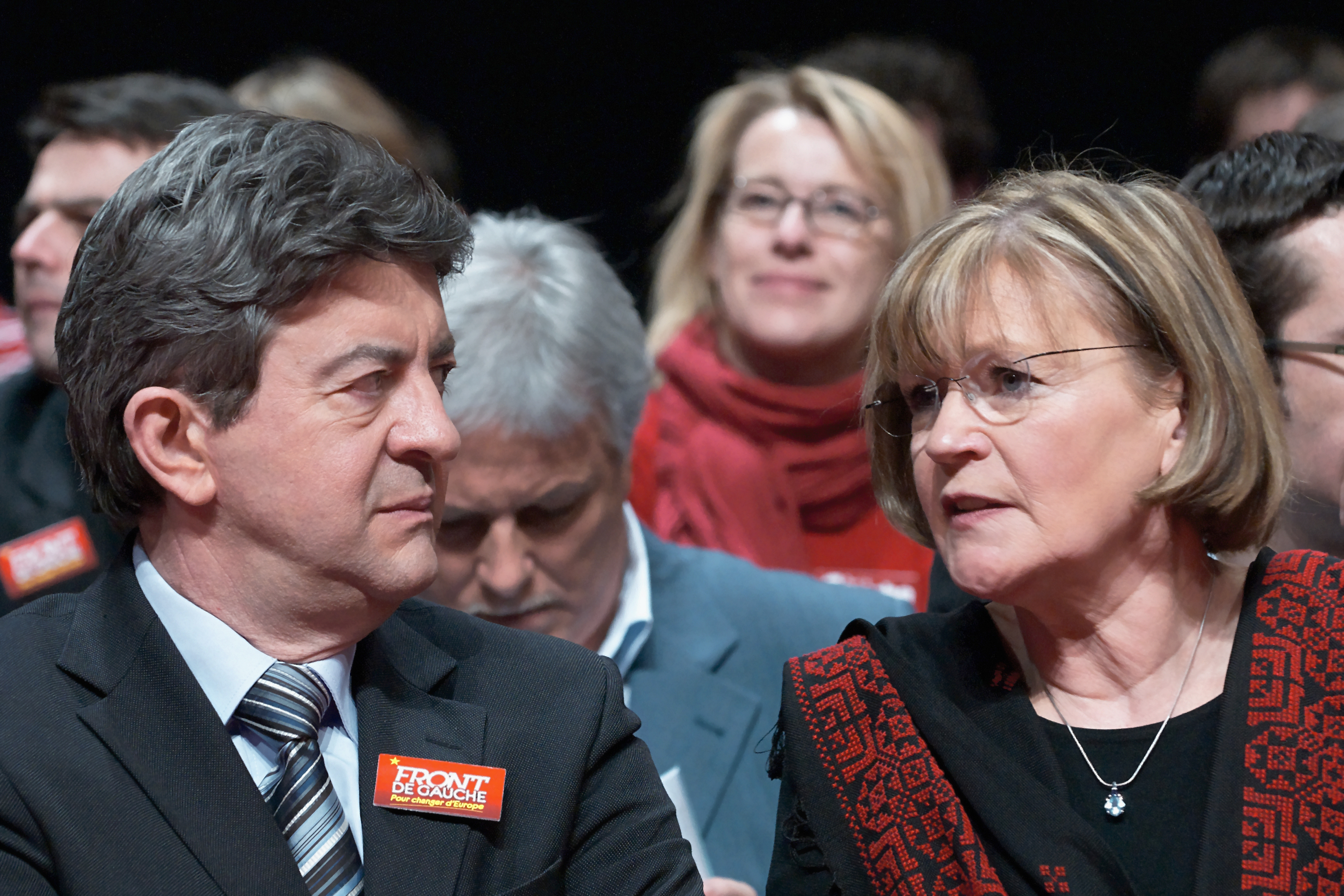
Marie-George Buffet et Jean-Luc Mélenchon (2009).

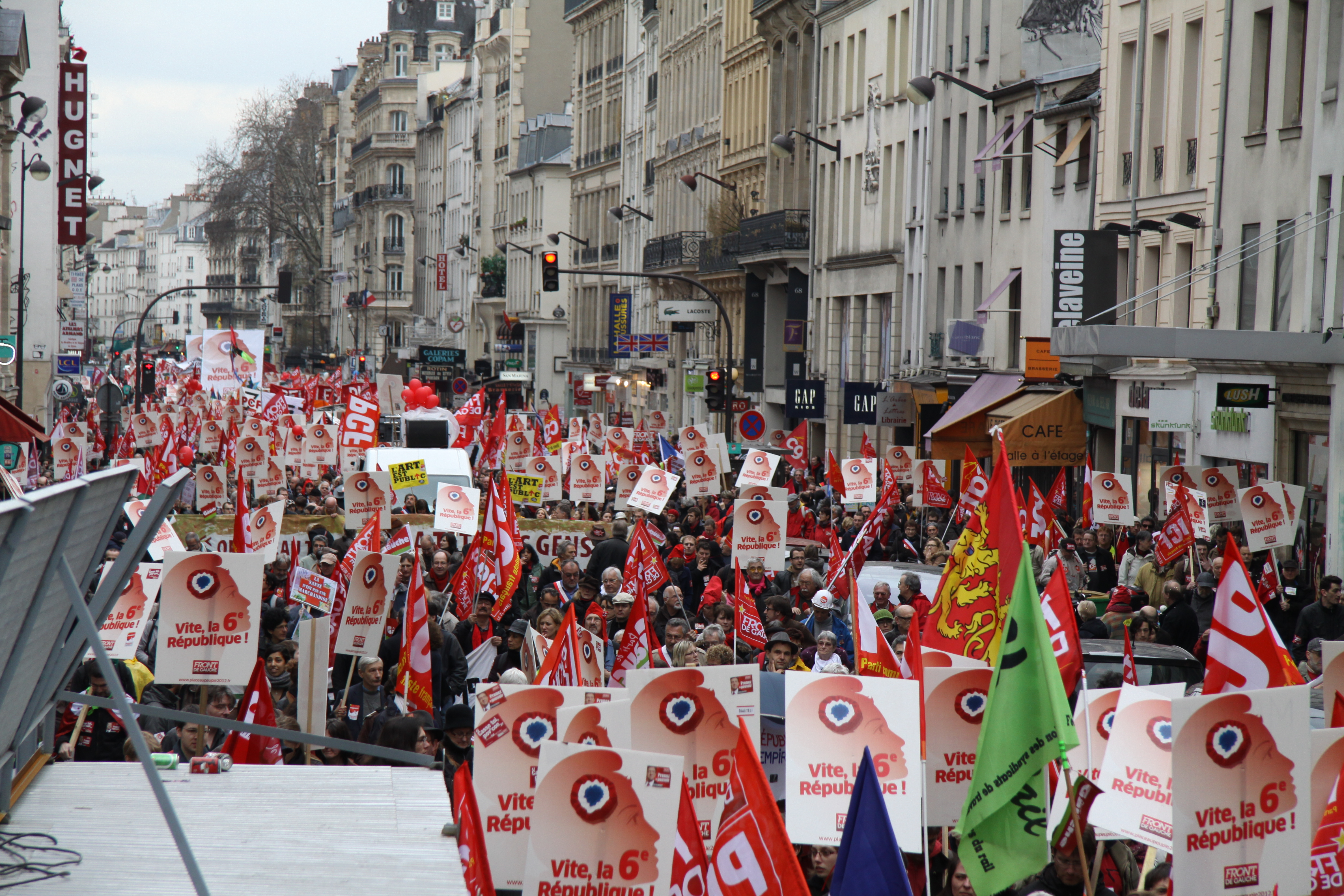
Rassemblement de militants communistes lors de la campagne présidentielle de 2012.

Le faible résultat de Marie-George Buffet à l'élection présidentielle provoque une forte déception au sein du PCF. Les résultats des municipales et cantonales de 2008 marquent cependant un ralentissement de l'érosion de l'influence du parti, avec des scores similaires à ceux de 2001.
Aux élections européennes de 2009, marquées par une forte poussée des écologistes dans toutes les régions, le PCF constitue le « Front de gauche pour changer d'Europe » (dit « Front de gauche ») avec le Parti de gauche (issu du PS), la Gauche unitaire (issue du NPA) et d'autres formations.
Les principales figures de l'alliance sont Marie-George Buffet et Jean-Luc Mélenchon, dirigeant du Parti de gauche. La coalition, qui rassemble 6,5 % des suffrages, se poursuit par la suite, le PCF présentant la plupart de ses listes dans un Front de gauche « élargi » aux élections régionales de 2010.
Les deux partis jouent un rôle moteur, aux côtés des huit principaux syndicats, dans le mouvement social contre la réforme des retraites en France de 2010, qui a mobilisé à huit reprises plusieurs millions de salariés dans les secteurs public et privé. L'objet immédiat est de protester contre le relèvement de 60 à 62 ans de l'âge légal de départ à la retraite et de 65 à 67 ans de l'âge auquel un salarié n'est plus pénalisé par le système de décote.
Aux élections régionales de 2010, la participation chute de 11 points, tombant pour la première fois à 46,33 %, mais les listes Front de gauche obtiennent 6,95 % dans 17 régions avec 170 000 voix de plus qu'aux européennes. La percée des écologistes, souvent alliés avec le PS, qui obtiennent 12,18 %, fait cependant que le FG obtient seulement 125 élus, dont 95 PCF, ce qui préoccupe les successeurs potentiels de Marie-George Buffet. L'un d'eux déclare dans la presse qu'« une grande partie des communistes » ne voudra pas faire la campagne présidentielle de Jean-Luc Mélenchon en 2012 et le député PCF du Rhône, André Gerin, avertit que cette « baisse du nombre d'élus communistes dans les régions s'ajoute à la perte de 30 villes en 2001 »,. Finalement, Marie-George Buffet doit quitter en 2010 le poste de secrétaire nationale, étant remplacée par Pierre Laurent. Dans le même temps, plusieurs dirigeants et élus « refondateurs » quittent le parti pour rejoindre la Fédération pour une alternative sociale et écologique (FASE).

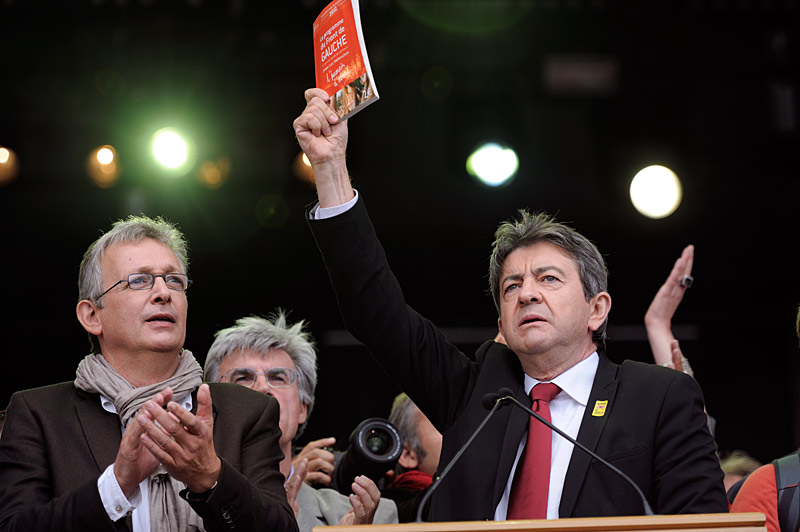
Pierre Laurent, secrétaire national du PCF de 2010 à 2018, au côté de Jean-Luc Mélenchon (2011).

En vue de l'élection présidentielle de 2012, les adhérents du PCF se prononcent à 59 % pour que Jean-Luc Mélenchon les représente au sein du Front de gauche, avec des conditions comme 80 % des sièges pour les communistes aux élections législatives. Le niveau d'intentions de vote est alors inédit depuis 1981 au premier tour d'une élection présidentielle pour le PCF. Jean-Luc Mélenchon termine avec 11,1 %, soit six fois plus que Marie-George Buffet en 2007. Il appelle dès le soir du premier tour à voter contre Nicolas Sarkozy et demande à ses électeurs de voter pour François Hollande, le candidat du Parti socialiste.
Les législatives de 2012 sont plus mitigées, en raison de la poussée du PS, qui passe de 212 à 331 députés, dans le sillage de l'élection de François Hollande. Le Front de gauche obtient quant à lui 6,9 % des voix et 10 députés (dont 7 communistes), contre 19 dans la législature précédente. Le groupe GDR est toutefois reconduit grâce à l'arrivée de 5 députés ultra-marins, dirigé par André Chassaigne. Les élus Front de gauche s'abstiennent lors du vote de confiance au gouvernement Ayrault.
Aux élections municipales de 2014 qui suivent, le PCF privilégie parfois des alliances avec le PS ou des accords « larges », en fonction des situations locales, mais les relations entre PS et PCF sont tendues. Le PCF perd plus de 30 % de son effectif sortant à l’issue de ces municipales de 2014, marqué plus globalement par une déroute de la gauche, qui perd 121 villes de plus de 15 000 habitants.
En 2015, le mouvement Gauche unitaire (GU) se dissout au sein du parti.
En vue de l'élection présidentielle de 2017, alors que la direction du parti s'oppose majoritairement à un nouveau soutien à Jean-Luc Mélenchon, 53,6 % des adhérents se prononcent en sa faveur lors d'une consultation interne,. Candidat de La France insoumise soutenu par le PCF, Jean-Luc Mélenchon obtient 19,6 % des suffrages exprimés, arrivant en quatrième position, à 1,7 point de se qualifier pour le second tour. Après l'échec des discussions avec le Parti de gauche, le PCF concourt seul aux élections législatives de 2017,. Il totalise 2,7 % des suffrages exprimés, soit le plus faible résultat de son histoire à des élections législatives, tandis que La France insoumise obtient 11,04 % et 17 députés, soit un total de 13,74 % et 28 députés pour les deux partis qui avaient soutenu Jean-Luc Mélenchon à la présidentielle, très au-dessus des 6,9 % des voix et 10 députés, dont 8 communistes, obtenus lors des législatives de 2012.
Dans 98 % des circonscriptions où ils concouraient face à des candidats de La France insoumise, les candidats PCF sont surclassés. Le groupe de la Gauche démocrate et républicaine est reconduit à l'Assemblée avec 16 membres, dont 11 députés communistes, trois de plus que dans la législature précédente.

### Changement de direction et reprise d'autonomie (2018-2022)

#### Élection de Fabien Roussel au secrétariat national et fin du Front de gauche

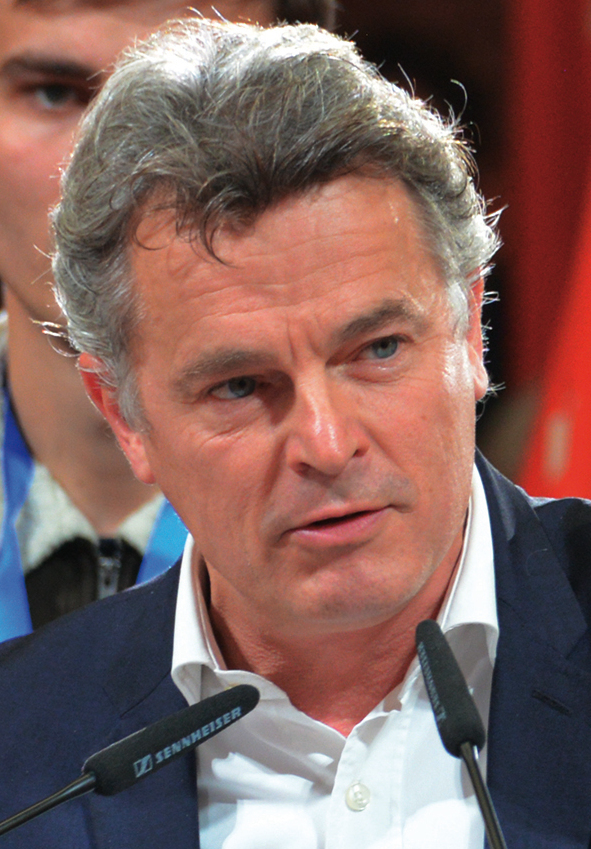
Fabien Roussel, élu secrétaire national du Parti communiste français en 2018.

Lors du vote des militants les 4 et 6 octobre 2018, le texte de la direction du PCF est mis en minorité par le texte alternatif porté par le député André Chassaigne. Il s'agit d'un événement inédit dans l'histoire du parti.
Le 20 novembre 2018, le PCF confirme un changement de direction à sa tête. Pierre Laurent quitte son poste de secrétaire national et Fabien Roussel est proposé comme secrétaire national. Celui-ci est élu secrétaire national du parti le 25 novembre lors du vote délégués au XXXVIIIe congrès. Ce congrès acte la fin du Front de gauche.
Le 13 décembre 2018, Cécile Cukierman et Ian Brossat sont nommés porte-paroles du parti.

#### Défaite aux européennes de 2019 et progrès aux élections municipales
Aux élections européennes de 2019, malgré une campagne jugée dynamique par les analystes politiques, la liste du PCF conduite par Ian Brossat, adjoint à la maire de Paris Anne Hidalgo, n'obtient que 2,5 % des voix exprimées, se classant en dixième position et n'obtenant ni député européen — fait inédit pour le parti — ni remboursement des frais de campagne,. Il s'agit de son score le plus faible en voix, toutes élections confondues. Le score est d'autant plus décevant que les instituts Harris, BVA, Ifop, Elabe Opinionway donnaient des scores supérieurs ou égaux à 3 %. Selon une étude Ipsos, seulement 1 % des ouvriers se sont prononcés pour la liste communiste (contre 40 % pour le RN).
Lors des élections municipales de 2020, le PCF gagne des élus, grâce à des alliances, bénéficiant de l'affaiblissement du PS depuis la présidentielle, et le groupe communiste passe de douze à quatorze membres aux élections sénatoriales qui suivent,. Il perd cependant une douzaine de moyennes et grandes villes hors région parisienne et des bastions historiques en Île-de-France, entraînant un recul de la « banlieue rouge »,.

#### Élections départementales et régionales de 2021
Le changement de direction à la tête du PCF qui a vu Pierre Laurent évincé par Fabien Roussel le 20 novembre 2018 se traduit rapidement par un changement de cap pour la préparation des élections départementales et régionales de 2021, avec un retour de la problématique des élections de 2010, quand une partie des élus PCF avaient déploré que des alliances avec le Parti de gauche et plus seulement avec le Parti socialiste risquaient de faire perdre des élus. 
Malgré cette nouvelle stratégie, à l’issue des élections départementales de 2021, le Parti communiste français perd au profit de la droite sa dernière présidence de conseil départemental, celle du Val-de-Marne, qu’il détenait depuis 1976 : il s’agissait du fief électoral de Georges Marchais et du dernier symbole départemental de la banlieue rouge. Selon le PCF, il est passé de 160 conseillers départementaux PCF contre 155 pour l'ensemble du Front de gauche en 2015 mais ces chiffres sont contestés par l’historien Roger Martelli, qui relève une perte globale de huit conseillers départementaux communistes.
Le seul succès incontesté a lieu aux élections régionales, marquées cependant par un taux d'abstention record de 67 %, qui monte à plus de 80 % chez les jeunes : le PCF passe de 29 à 61 élus, Roger Martelli précisant que cette augmentation est due au fait que « dès le premier tour, le parti était allié avec le Parti socialiste dans sept régions »,.

#### Élection présidentielle de 2022
En mai 2021, à l'issue d'une consultation interne, le PCF désigne Fabien Roussel comme candidat à l'élection présidentielle de 2022

Le siège du PCF, aux couleurs de la campagne de Fabien Roussel.

Les adhérents sont appelés à choisir entre une candidature communiste autonome, prônée par le secrétaire général Fabien Roussel, ou le ralliement à une « candidature externe au parti ». Sur 43 888 électeurs inscrits, 21 356 se sont prononcés pour la candidature communiste, soit un peu moins de la moitié. La participation a été de 68,85 % et cette option de la candidature communiste a recueilli 72,47 % des suffrages exprimés. Un autre scrutin pour le choix du candidat accorde à Fabien Roussel 23 245 voix soit 82,32 % des électeurs inscrits, contre 1,82 % à Emmanuel Dang Tran et 0,16 % à Grégoire Munck, 15,70 % ne choisissant pas.
Le PCF et son candidat, absent de ce scrutin depuis 2007, atteint les 802 412 suffrages et réalise un progrès de presque 100 000 voix par rapport à la dernière candidature communiste à l'élection présidentielle de Marie-George Buffet ayant fait 707 268 voix. Il réalise également une meilleure performance que la socialiste Anne Hidalgo, une situation qui n'avait pas été vue pour un communiste depuis la candidature de Jacques Duclos en 1969. Il appelle à faire barrage à l'extrême droite au second tour, sans nommer le président sortant Emmanuel Macron, et appelle à une discussion avec les partis de gauche pour les élections législatives.

### Composante de la NUPES puis du NFP (2022-2024)

#### Élections législatives de 2022
En vue des élections législatives de 2022, le Parti communiste français signe un accord avec La France insoumise le 3 mai 2022 et participe ainsi à la création de la Nouvelle Union populaire écologique et sociale (NUPES) avec Europe Écologie Les Verts et le Parti socialiste. Le PCF obtient 50 circonscriptions. Malgré quelques réticences à l'accord au sein du parti et quelques candidatures hors-accord, la campagne n'est pas marquée de dissidences importantes comme cela a pu être le cas pour le PS.
À l'issue du scrutin, 12 communistes sont élus avec des gains dans le Cher (Nicolas Sansu récupère son siège perdu en 2017) et dans le Pas-de-Calais (seule circonscription conquise au RN au niveau national) et une perte dans le Nord. Après un doute sur le maintien d'un groupe communiste à l'Assemblée après ces élections, celui-ci est conservé grâce à l'inscription de 10 députés ultra-marins et participe à l'inter-groupe de la NUPES.

#### Mouvement social de 2023
Selon L'Humanité, la question de l’emploi, déjà au cœur du texte d’orientation du PCF, est un enjeu clé des débats du congrès qui voit Fabien Roussel reconduit dans un fauteuil, dans le sillage et le contexte des trois mois de grèves, manifestations et blocages routiers qui opposent l'intersyndicale nationale au gouvernement lors du mouvement social contre le projet de réforme des retraites en France de 2023, les délégués s'y rendant avec en tête la 11e journée de mobilisation contre la réforme et toutes celles qui l’ont précédées. La préparation du congrès avait commencé début décembre, avant que le projet de loi ne soit dévoilé, avec le texte d’orientation de la direction sortante, présenté au conseil national et adopté avec une majorité moins forte que celle au cours du congrès.
Alors que le mouvement social place des espoirs dans le Conseil constitutionnel, qui pourrait censurer la loi, le PCF s'est opposé à son partenaire dans la NUPES, LFI, sur la stratégie face à cette réforme.

#### Élections européennes et législatives de 2024
Lors des élections européennes de juin 2024, la liste PCF menée par Léon Deffontaines réunit 2,36 % des suffrages exprimés, n'obtenant aucun élu.
À la suite de la dissolution de l'Assemblée nationale prononcée par Emmanuel Macron dans la foulée des élections européennes, le PCF signe un accord programmatique et électoral avec les autres partis politiques de gauche pour former le Nouveau Front populaire. Dans le cadre de cet accord, le PCF obtient l'investiture dans 50 circonscriptions.
Ce scrutin législatif se solde par une perte pour le PCF de quatre élus : Pierre Dharréville (treizième circonscription des Bouches-du-Rhône), Sébastien Jumel (sixième circonscription de la Seine-Maritime), Fabien Roussel (vingtième circonscription du Nord) et Jean-Marc Tellier (troisième circonscription du Pas-de-Calais). Le groupe GDR (Gauche démocrate et républicaine) passe de 22 à 17 députés.

## Classification

### Question du réformisme
Le positionnement d'un parti sur l'échiquier politique est toujours un exercice délicat, ses positions variant au cours du temps, et ses actes au gouvernement n'étant pas conformes à ses discours dans l'opposition. Comme l'indique son nom, le Parti communiste français se revendique originellement comme communiste c'est-à-dire comme partisan de l'abolition du capitalisme selon une voie révolutionnaire, sur le modèle de la révolution d'Octobre. Toutefois, il semble aujourd'hui avoir abandonné la voie révolutionnaire au profit du réformisme.
Malgré certaines grandes grèves générales durant le XXe siècle (en 1936, 1945, ou 1968), le PCF n'a jamais été en situation d'essayer de prendre le pouvoir. Il a été plusieurs fois membre de gouvernements d'union nationale (gouvernements Charles de Gaulle entre 1944 et 1946, avec l'instauration de la Sécurité sociale par le ministre du Travail Ambroise Croizat ou le statut général des fonctionnaires par le ministre d'État chargé de la Fonction publique Maurice Thorez) et de gouvernements d'union de la gauche (gouvernement Pierre Mauroy entre 1981 et 1984 et gouvernement Lionel Jospin entre 1997 et 2002), gouvernements que certains marxistes révolutionnaires qualifièrent de « gouvernement de collaboration des classes ». Le PCF est ainsi « un parti de gouvernement » ce qui le distingue d'après Philippe Raynaud de « l'extrême gauche française » qui refuse de participer à de tels gouvernements de coalition et croit en la possibilité d'une révolution,.
À l'époque où il était premier secrétaire du parti, Robert Hue avait proposé d'assumer ce réformisme et de retirer la référence au communisme du nom du parti. À rebours de cette tendance réformiste, au cours des années 2000, un rapprochement s'est opéré entre le PCF et certaines organisations trotskystes (LCR puis NPA) au sein des collectifs unitaires antilibéraux puis avec la création du Front de gauche incorporant plusieurs scissions du NPA. Ce rapprochement entre les deux familles politiques a été facilité par la disparition des raisons historiques de leurs divisions (stalinisme et soutien du PCF à l'URSS) et l'héritage marxiste en commun. Selon Philippe Raynaud, « il ne faut pas oublier que les trotskistes sont des communistes. Il n'y a plus, d'une part, d'exclusive des communistes contre les trotskistes et, d'autre part, les trotskistes, du moins ceux de la LCR ont toujours voulu être reconnus comme communistes par le parti ». La position à adopter vis-à-vis du Parti socialiste reste néanmoins un sujet de vive controverse à l'intérieur du PCF, ce qui justifie pour les organisations trotskistes une méfiance à son égard.
En outre, Philippe Raynaud indique qu'il existe une autre fracture, également d'ordre stratégique, entre le PCF et certaines organisations politiques non-trotskistes ayant fait partie des collectifs unitaires. Elle se résume d'après Raynaud dans la phrase de l'économiste marxiste John Holloway : « Il faut changer le monde sans prendre le pouvoir » à laquelle adhère une partie de la gauche radicale (altermondialiste).
En 2023, l'aile représentée au PCF par Pierre Laurent et Bernard Friot, plaidant pour le « communisme déjà là », est critiquée par les partisans de Fabien Roussel, qui les qualifient de « communistes réformistes ». Des expressions telles qu'« étape socialiste » ou « transition socialiste » reviennent en vogue au sein du parti, en particulier auprès de la Jeunesse communiste. Ces expressions font référence à une phase de transition vers le communisme, alternative à la dictature du prolétariat et aux caractéristiques françaises, théorisée par Georges Marchais, dans laquelle les partis d'opposition et la propriété privée auraient leur place.

### Nationalisme et souverainisme
Pour Nicolas Lebourg, dans les années 1970, le Parti communiste français « recourt aux ficelles du chauvinisme et du populisme en tant que style ». Selon Le Monde, si du début au milieu des années 1970, le PCF ne songe que peu aux questions d'immigration, et milite même dans le Programme commun pour que les travailleurs immigrés aient les mêmes droits que les travailleurs français, le parti est sujet à des tentations nationalistes dès la fin des années 1970 et durant les années 1980. Ainsi, en 1981, Georges Marchais prône l'arrêt de l'immigration sur le territoire français afin de résoudre le problème du chômage. D'après Le Monde, cette vision de l'immigration « rend responsables du chômage les travailleurs immigrés ». Selon Jean-Loup Amselle, le PCF de Georges Marchais exalte le « national-communisme » via ses campagnes « Produisons français ».
À l'occasion de son XXVIIe congrès de 1990, le PCF adopte une résolution indiquant que le parti suit dès lors une « politique de défense et de reconquête de la souveraineté nationale ». Amselle note une tentative de rapprochement infructueuse avec Alain de Benoist et l'extrême droite en 1992 via Jean-Edern Hallier, Jean-Paul Cruse et Marc Cohen, dans le contexte de la chute du mur de Berlin et de la dislocation de l'URSS. Lors du référendum sur le traité de Maastricht, le PCF défend des positions souverainistes contre l'adoption du traité. Il tient ensuite à se distancier du souverainisme à l'occasion du référendum sur le traité établissant une Constitution pour l'Europe, afin de ne pas être relégué « dans la catégorie des populismes extrémistes » et de ne pas se couper « de son audience de centre-gauche »,.
En 2020, l'élection de Fabien Roussel au secrétariat national du PCF marque un retour du thème souverainiste au sein du parti. Ainsi, lors de sa campagne pour l'élection présidentielle de 2022, il déclare que les immigrés déboutés du droit d'asile « ont vocation à rentrer chez eux » et qu'il a pour premier souci les « travailleurs français ». Il fait également de la défense de la production française l'un de ses thèmes de campagne.

## Identité visuelle

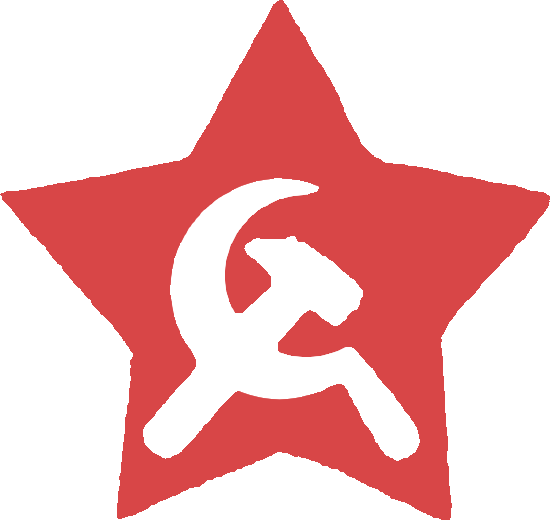
1945.
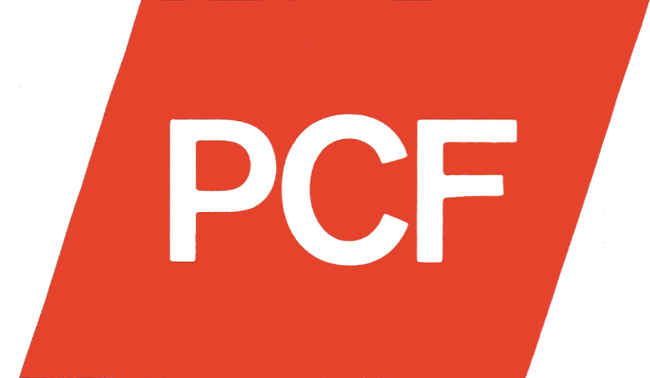
Années 1980.
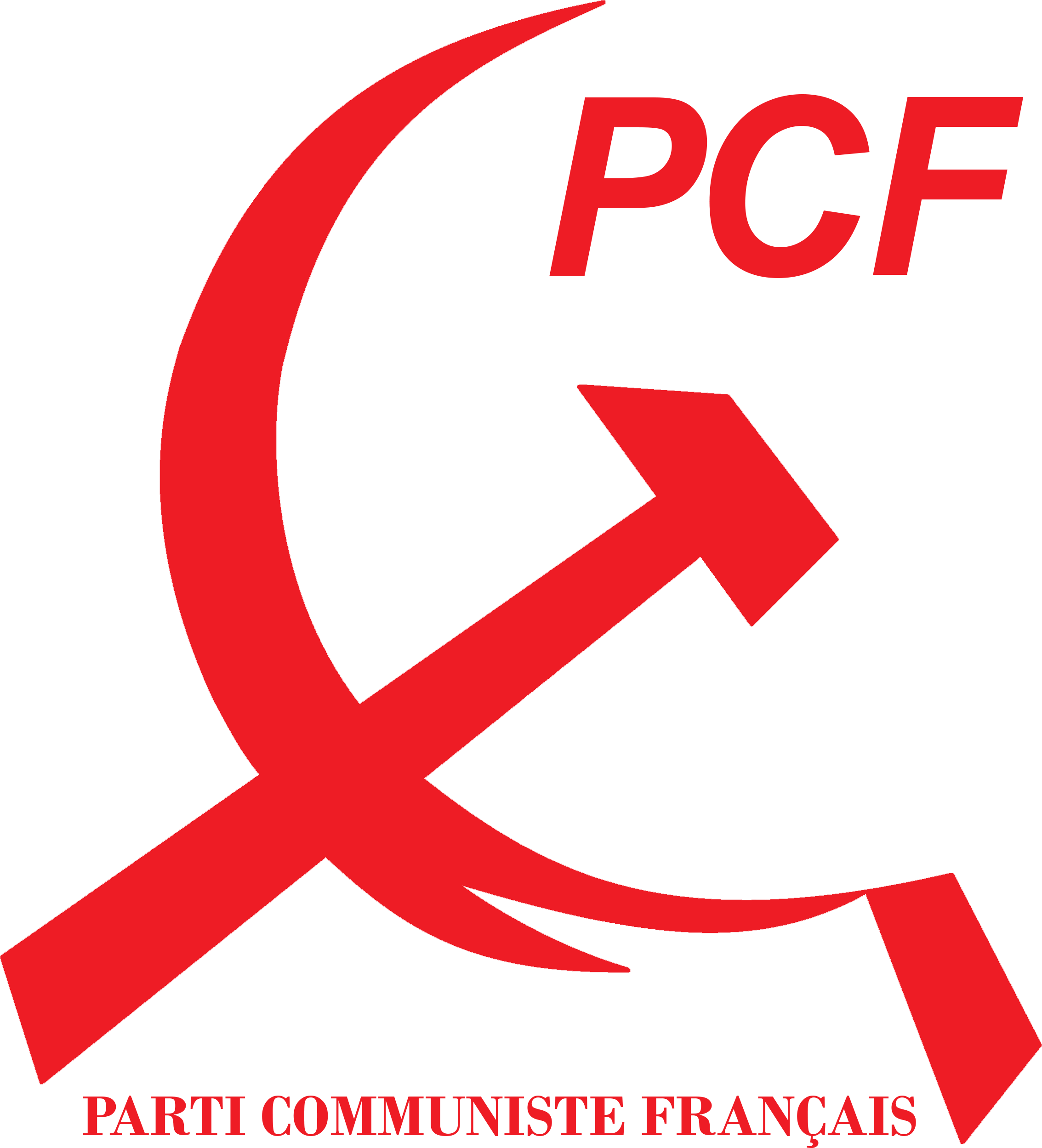
Années 1980 à 1996.
1996-2004.
2004-2009.
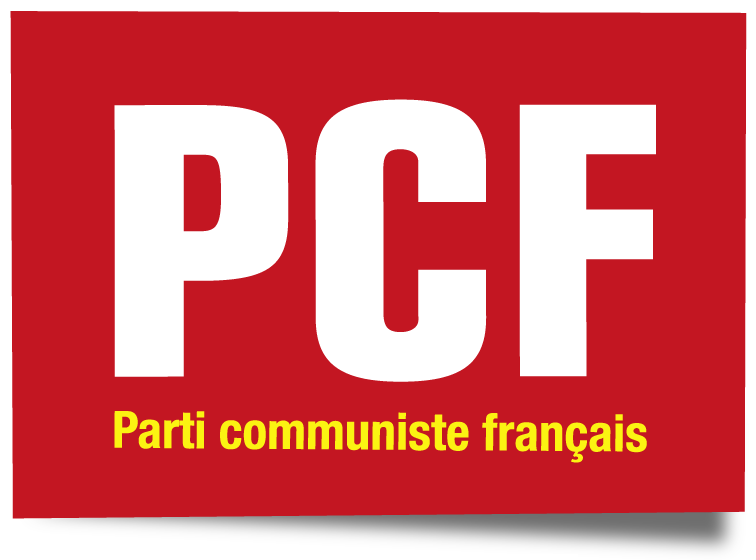
2009-2018.
Depuis 2018.
Depuis 2018 (variante).

La faucille et le marteau disparaissent de l'identité visuelle du parti en 2013, après leur suppression sur les cartes de membre.
Lors du congrès d'Ivry de 2018, le PCF change son logo. À ce propos, le sénateur Fabien Gay explique : « Certains y verront l'étoile de notre idéal, d'autres une France ouverte sur le monde, accueillante envers les réfugiés qui fuient la guerre et la misère. D'autres un bourgeon qui montre que le communisme est une idée neuve mais aussi notre combat écologique, d'autres encore un point levé et même les cerises de la commune. Certains y verront enfin un humain debout, fier, les bras ouverts, fraternel pour symboliser notre signature : l'humain d'abord ». En 2019, la faucille et le marteau disparaissent également des timbres de cotisation[réf. nécessaire].

## Organisation

### Dirigeants
Le secrétaire national est le plus haut dirigeant du PCF depuis 1994 (XXVIIIe congrès). Auparavant, il s'agissait du secrétaire général (fonction créée en 1924, supprimée en 1928 et rétablie en 1935).
| Statut | Nom                            | Nom                              | Dates du mandat  | Dates du mandat | Divers |
| --- | ------------------------------ | -------------------------------- | ---------------- | --- | --- |
| Secrétaire général | Ludovic-Oscar Frossard         | Ludovic-Oscar Frossard           | 4 janvier 1921   | 1er janvier 1923 | |
| Secrétaires généraux par intérim Louis Sellier et Albert Treint : 21 janvier 1923 - 23 janvier 1924                                                               |                                |                                  |                  | | |
| Secrétaire général | Louis Sellier                  | Louis Sellier                    | 23 janvier 1924  | 1er juillet 1924 | |
| Secrétaire général | Pierre Semard                  | Pierre Semard                    | 8 juillet 1924   | 8 avril 1929 | |
| Secrétariat collectif Henri Barbé, Pierre Celor, Benoît Frachon, Maurice Thorez : 8 avril 1929 - 18 juillet 1930                                                  |                                |                                  |                  | | |
| Secrétaire général | Maurice Thorez                 | Maurice Thorez                   | 18 juillet 1930  | 17 mai 1964 | Président du parti du 17 mai au 11 juillet 1964, date de sa mort                                                                                             |
| Intérim dû à l'état de santé de Maurice Thorez et à son départ en URSS Jacques Duclos : 17 juin 1950 - 10 avril 1953                                              |                                |                                  |                  | | |
| Secrétaire général | Waldeck Rochet                 | Waldeck Rochet                   | 17 mai 1964      | 17 décembre 1972 | Secrétaire général adjoint du 14 mai 1961 au 17 mai 1964 |
| Intérim dû à l'état de santé de Waldeck Rochet, il prend le titre de secrétaire général adjoint le 8 février 1970 Georges Marchais : juin 1969 - 17 décembre 1972 |                                |                                  |                  | | |
| Secrétaire général | Georges Marchais               | Georges Marchais                 | 17 décembre 1972 | 29 janvier 1994 | Secrétaire général adjoint du 14 mai 1961 au 17 mai 1964 |
| Secrétaire national | Robert Hue                     | Robert Hue                       | 29 janvier 1994  | 28 octobre 2001 | Secrétaire national (modification des statuts du 28e congrès) jusqu'au 28 octobre 2001                                                                       |
| Président Secrétaire nationale | Robert Hue Marie-George Buffet | Robert Hue · Marie-George Buffet | 28 octobre 2001  | 8 avril 2003 | En 2001, Robert Hue crée un tandem avec Marie-George Buffet, lui devenant président du PCF et elle secrétaire nationale. Ce tandem est assuré jusqu'en 2003. |
| Secrétaire national |                                |                                  |                  | | |
| Marie-George Buffet | Marie-George Buffet            | 9 avril 2003                     | 20 juin 2010     | À la suite du départ de Robert Hue, elle est à l’origine de la suppression de la fonction de président du PCF, remplacée par le poste de président du conseil national du parti.                                      | |
| Pierre Laurent | Pierre Laurent                 | 20 juin 2010                     | 25 novembre 2018 | Lors du XXXVIIIe congrès, un mois après avoir été mis en minorité lors d'un vote des adhérents, il quitte le secrétariat national pour devenir président du conseil national, tandis que Fabien Roussel lui succède,. | |
| Fabien Roussel | Fabien Roussel                 | 25 novembre 2018                 | en cours         | | |

### Courants
L'organisation en tendances n'existe pas au sein du PCF. À l'origine, ceci était lié à la conception dite « centraliste démocratique » du parti. Cette interdiction est demeurée après le 28e congrès de 1994, qui a officiellement rompu avec le centralisme démocratique.
Les statuts adoptés lors du 31e congrès, disposent : « Ainsi, nous faisons le choix de faire du pluralisme de droit un principe de notre mode de fonctionnement. Pour autant, les communistes ne veulent pas que cela se traduise par un fonctionnement en tendances ». Depuis, on peut identifier au sein du PCF des courants ainsi que des groupes politiques, qui s'affirment lors des votes internes (textes d'orientation, élection des directions, consultations internes…), même s'il n'existe pas de statistique « officielle » concernant le nombre de militants communistes appartenant à ces courants plus ou moins structurés. Les adhérents du PCF ne sont très majoritairement pas organisés au sein de courants internes.
Dans les années 1990-2000, les différences entre tendances se faisaient sur la « mutation » idéologique et politique du parti. Mais à partir de 2009 et la constitution du Front de gauche, les débats internes se sont orientés sur le choix stratégique à adopter entre les partisans de la stratégie du Front de gauche, ceux d'une alliance « classique » PCF-PS et ceux qui souhaitent un PCF indépendant.
Ces questions stratégiques se sont poursuivies en 2017 sur les rapports à adopter avec La France insoumise puis après 2022 sur la Nouvelle Union populaire écologique et sociale (NUPES).

#### Alternative communiste
Il s'agit du principal courant structuré au sein du PCF, formé en 2023 par des personnalités principalement issue de l'ancienne Ceinture rouge comme Elsa Faucillon (députée des Hauts-de-Seine), Stéphane Peu (député de Seine-Saint-Denis), Patrice Leclerc (maire de Gennevilliers) ou Philippe Bouyssou (maire d'Ivry-sur-Seine).
Ils se démarquent dès le 37e congrès de 2016 en déposant le texte alternatif « L’ambition communiste pour un Front de gauche populaire et citoyen », qui recueille 23,68 % des votes. Ils souhaitent définir une stratégie dans le cadre du Front de gauche en vue des élections présidentielle et législatives de 2017, ainsi que la rupture des relations avec le Parti socialiste. Lors des législatives, Stéphane Peu se présente avec l'étiquette La France insoumise mais fait le choix de siéger au sein du groupe communiste une fois élu.
Ils présentent à nouveau un texte lors du 38e congrès de 2018, prônant un rapprochement avec LFI qui n'obtient que 11,95 % des votes. Ils s'opposent alors à la stratégie d'autonomie engagée par Fabien Roussel, nouveau secrétaire national du PCF et sont les principaux partisans d'un accord au sein de la NUPES en 2022. Au 39e congrès de 2023, ils présentent le texte « Urgence de communisme. Ensemble pour des victoires populaires », qui reçoit le soutien de l'ancienne direction mais ne recueille que 18,08 %. Ils se structurent alors au sein de « Alternative communiste » afin de soutenir la NUPES au sein du parti face à la stratégie jugée « droitière » de Fabien Roussel.

#### L'ancienne majorité du PCF
La majorité qui a dirigé le PCF entre 2001 et 2018, autour de Marie-George Buffet puis de Pierre Laurent, défendait à la fois l'existence du PCF et la nécessité de profondes transformations. Ils font tout d'abord le choix d'une autonomie par rapport au Parti socialiste, tout en faisant un allié aux élections locales, au même titre que les autres forces de gauche (Les Verts, MRC), d'extrême gauche (LCR…) ainsi que toutes les composantes du mouvement social (syndicalistes, militants associatifs…), au sein des Collectifs unitaires en 2006.
Ils sont par la suite les principaux partisans de la stratégie du Front de gauche formé avec le Parti de gauche et la Gauche unitaire en 2009 et rejoint par d'autres mouvements par la suite. À ce titre, ils soutiennent la candidature de Jean-Luc Mélenchon aux élections présidentielles de 2012 et de 2017.
L'échec d'un accord électoral avec La France insoumise pour les élections législatives de 2017 et l'effacement médiatique du PCF face à celle-ci contribuent à leur mise en minorité lors du 38e congrès de 2018. Ils présentent un texte alternatif lors du 39e congrès de 2023 avec les personnalités pro-NUPES (Elsa Faucillon, Stéphane Peu) qui ne recueille que 18,08 %.

#### Les orthodoxes
Les « orthodoxes » s'opposent à ce qu'ils appellent la « mutation réformiste » du PCF menée par Robert Hue dans les années 1990 et proposent de revenir aux fondamentaux marxistes et en rompant avec le Parti socialiste. Ils prônent également une rupture avec l'Union européenne. Une partie d'entre eux ont été exclu ou ont quitté le PCF pour fonder leurs propres mouvements, tels que :
- Rolande Perlican, qui fonde en 2000 « Communistes » (devenu Parti révolutionnaire Communistes, PRC, après sa fusion ratée avec l'URCF) ;
- Maurice Cukierman, qui fonde l'Union des révolutionnaires-communistes de France (URCF) en 2004 (devenue Parti communiste révolutionnaire de France, PCRF) ;
- Georges Hage, qui fonde le Pôle de renaissance communiste en France (PRCF) en 2004 ;
- Maxime Gremetz, qui est exclu du PCF en 2006 et fonde le mouvement local « Communistes en Somme ».

En 2008, les « orthodoxes » restés dans le parti se regroupent au sein du réseau Faire vivre et renforcer le PCF qui rassemble : les Fédérations du Pas-de-Calais (avec Jean-Claude Danglot, Jacky Hénin) et de Haute-Saône, des sections PCF comme à Paris XVe, Vénissieux ou Saint-Quentin, les collectifs Rouges vifs actifs dans les Bouches-du-Rhône et en Île-de-France et la « Gauche communiste » de Jean-Jacques Karman[réf. nécessaire]. Ils obtiennent un succès relatif lors du 34e congrès en 2008, où leur texte obtient 24,02 % des votes. Cependant ils se divisent à partir de 2013 avec la formation du réseau Vive le PCF autour d'Emmanuel Dang-Tan et de la section du 15e arrondissement de Paris. Ces deux réseaux présentent chacun leur texte lors des congrès de 2013 et 2016 recueillant ensemble entre 16 et 19 %[réf. nécessaire]. Lors du 38e congrès de 2018, Faire vivre et renforcer le PCF participe au texte alternatif d'André Chassaigne et Fabien Roussel, qui arrive en tête et intègre la nouvelle direction, tandis que Vive le PCF présente son propre texte qui obtient 7,91 %[réf. nécessaire].

#### Les novateurs
Les « novateurs » sont généralement des anciens partisans de la ligne politique de Georges Marchais, comme Nicolas Marchand et Yves Dimicoli, qui ont formé le réseau Action Novation Révolution. Ils défendent l'autonomie d'action et de proposition du PCF, en s'appuyant sur la pensée de Paul Boccara et les « novations marxistes ». Ils ne s'opposent cependant pas aux alliances avec le PS.
Ils présentent le texte « Ensemble, une nouvelle orientation pour un nouvel élan du PCF » au 22e congrès en 2003 qui obtient 21,38 %. Ils soutiennent le texte présenté par André Chassaigne et Fabien Roussel lors du 38e congrès de 2018 et intègrent la nouvelle direction.

#### Les anciennes tendances
- La Riposte est une association, anciennement liée au niveau international à la Tendance marxiste internationale, un mouvement trotskiste. Les membres de ce courant sont partisans d'« un retour aux fondamentaux marxistes du PCF et à une stratégie révolutionnaire, tout en condamnant sévèrement le stalinisme et la bureaucratisation de l'URSS ». La Riposte avait une activité politique propre, indépendamment du PCF, par la diffusion de son journal ou la tenue de formations et de réunions pour ses adhérents et sympathisants. Après avoir présenté des textes alternatifs lors de différents congrès (15,05 % en 2008, 10,05 % en 2013 et 5,40 % en 2016), l'association s'est scindée en deux, une partie conservant le nom « La Riposte » et son appartenance au PCF, l'autre soutenant LFI aux élections suivantes, sous l’appellation « Révolution ».
- Les Huistes, partisans de Robert Hue, tels que Marie-Pierre Vieu ou Dominique Grador. Ils considèrent que le PCF doit se « métamorphoser », sans toutefois préconiser nécessairement la création d'une nouvelle force politique pour le remplacer. Ils défendent le principe d'une alliance privilégiée avec le PS comme avec la « Gauche plurielle ». Le rôle du PCF serait d'influer sur l'orientation de cette « Gauche plurielle », pour une meilleure représentation du monde du travail. Ils ont, au 34e congrès, déposé une liste alternative avec les refondateurs, qui obtient 16,38 % des votes. Opposé à la stratégie du Front de gauche, Robert Hue quitte le conseil national du parti en décembre 2008 et fonde l'association politique Nouvel espace progressiste (NEP) puis quitte le PCF l'année suivante pour créer le Mouvement unitaire progressiste (MUP).
- Les Refondateurs, qui prônent au début des années 1990 pour une alliance de la gauche non socialiste (PCF, mouvements alternatifs ou sociaux et écologistes) autour d'un « pôle de radicalité ». On y retrouve les anciens ministres Anicet Le Pors et Charles Fiterman, qui fondent le courant « Refondation », qui participe en 1994 à la création de la Convention pour une alternative progressiste (CAP) mais aussi Guy Hermier et Jack Ralite au sein du courant « Futurs » qui restent au sein du PCF. Ils forment dans les années 2000 l'Association des communistes unitaires (ACU) autour de Pierre Zarka et Patrick Braouezec, qui quittent le PCF en 2010 pour rejoindre la Fédération pour une alternative sociale et écologique (FASE).
- Les Reconstructeurs souhaitent changer la ligne politique du PCF avec « un fonctionnement nouveau, pour un centralisme démocratique digne de ce nom ». Claude Poperen et Marcel Rigout et d'autres créent ainsi Initiative pour la reconstruction communiste en mai 1988. Pour les municipales de 1989, plusieurs maires sortants « communistes reconstructeurs » ne sont pas investis par le PCF (Gaston Viens à Orly et Robert Jarry au Mans) ; réélus contre des listes communistes, ils sont exclus du parti. Cette discipline autoritaire envers l'opposition interne, pousse les Reconstructeurs à quitter le PCF au sein de l'Association de recherches et d'initiatives pour l'autogestion et le socialisme (ARIAS).
- Les Rénovateurs sont opposés à la ligne politique de Georges Marchais engagée avec le départ des ministres communistes du gouvernement en juillet 1984. Ils jugent l'organisation du parti archaïque et souhaitent en finir avec le centralisme démocratique. Cette opposition commence à se structurer en 1987 au sein du Collectif de coordination des Rénovateurs communistes autour de Gilbert Wasserman et Pierre Juquin, qui se présente l'année suivante à l'élection présidentielle face à André Lajoinie, désigné par le PCF. À la suite de cette candidature dissidente, les Rénovateurs sont exclus du parti et fondent en novembre 1988 le Mouvement des rénovateurs communistes (MRC).

### Organisations proches
Le Parti communiste français travaille avec des organismes ou associations dont l'action participe à la réalisation de ses objectifs. Ils peuvent être liés organiquement ou historiquement au parti et en sont parfois une émanation directe.
On y trouve des mouvements de jeunesse (Mouvement jeunes communistes de France, Union des étudiants communistes), des mouvements féministes (Femmes solidaires), des mouvements sportifs (Fédération sportive et gymnique du travail), des syndicats (Confédération générale du travail, Mouvement de défense des exploitants familiaux, Confédération nationale du logement) et des associations de confrères (Association nationale des élus communistes et républicains, Association républicaine des anciens combattants).
Le parti possède également un groupe de réflexions (Fondation Gabriel-Péri), un centre de recherches (Espaces Marx), ou encore une maison d'édition (Les Éditions sociales).
Le Parti communiste est aussi en lien avec des associations de mémoire (Fédération nationale des déportés et internés résistants et patriotes) ou des associations internationalistes, humanitaires ou pacifistes (Secours populaire français, Mouvement contre le racisme et pour l'amitié entre les peuples, Association France-Cuba, Association France-Palestine Solidarité, Mouvement de la paix).

## Résultats électoraux

### Élections présidentielles
N.B. : sous les IIIe et IVe Républiques, le président de la République est élu par les députés et les sénateurs réunis en Assemblée nationale. En 1958, il est élu par un collège de quelque 80 000 grands électeurs. Par la suite, l’élection se tient au suffrage universel direct.
| République | Année | Candidat                      | Premier tour | Premier tour | Premier tour | Second tour | Second tour | Second tour |
| République | Année | Candidat                      | Voix         | %            | Rang         | Voix        | %           | Rang        |
| ---------- | ----- | ----------------------------- | ------------ | ------------ | ------------ | ----------- | ----------- | ----------- |
| Troisième  | 1924  | Zéphirin Camélinat            | 21           | 2,5          | 3e           |             |             |             |
| Troisième  | 1931  | Marcel Cachin                 | 10           | 1,1          | 5e           | 11          | 1,2         | 5e          |
| Troisième  | 1932  | Marcel Cachin                 | 8            | 1,0          | 5e           |             |             |             |
| Troisième  | 1939  | Marcel Cachin                 | 74           | 8,2          | 3e           |             |             |             |
| Quatrième  | 1947  | pas de candidat               |              |              |              |             |             |             |
| Quatrième  | 1953  | Marcel Cachin                 | 113          | 12,2         | 6e           |             |             |             |
| Cinquième  | 1958  | Georges Marrane               | 10 355       | 13,03        | 2e           |             |             |             |
| Cinquième  | 1965  | soutien à François Mitterrand |              |              |              |             |             |             |
| Cinquième  | 1969  | Jacques Duclos                | 4 808 285    | 21,27        | 3e           |             |             |             |
| Cinquième  | 1974  | soutien à François Mitterrand |              |              |              |             |             |             |
| Cinquième  | 1981  | Georges Marchais              | 4 456 922    | 15,35        | 4e           |             |             |             |
| Cinquième  | 1988  | André Lajoinie                | 2 055 995    | 6,76         | 5e           |             |             |             |
| Cinquième  | 1995  | Robert Hue                    | 2 632 460    | 8,64         | 5e           |             |             |             |
| Cinquième  | 2002  | Robert Hue                    | 960 480      | 3,37         | 11e          |             |             |             |
| Cinquième  | 2007  | Marie-George Buffet           | 707 268      | 1,93         | 7e           |             |             |             |
| Cinquième  | 2012  | soutien à Jean-Luc Mélenchon  |              |              |              |             |             |             |
| Cinquième  | 2017  | soutien à Jean-Luc Mélenchon  |              |              |              |             |             |             |
| Cinquième  | 2022  | Fabien Roussel                | 802 422      | 2,28         | 8e           |             |             |             |

### Élections législatives
| République | Année   | Premier tour | Premier tour | Sièges    | Rang | Candidat                                                          | Résultats                     | Gouvernement                                                                |
| République | Année   | Voix         | %            | Sièges    | Rang | Candidat                                                          | Résultats                     | Gouvernement                                                                |
| ---------- | ------- | ------------ | ------------ | --------- | ---- | ----------------------------------------------------------------- | ----------------------------- | --------------------------------------------------------------------------- |
| Troisième  | 1924    | 885 993      | 9,82         | 26 / 626  | 5e   | Pierre Semard                                                     | Opposition                    |                                                                             |
| Troisième  | 1928    | 1 066 099    | 11,26        | 12 / 612  | 5e   | Louis Sellier                                                     | Opposition                    |                                                                             |
| Troisième  | 1932    | 796 630      | 8,32         | 23 / 615  | 6e   | Maurice Thorez                                                    | Opposition                    |                                                                             |
| Troisième  | 1936    | 1 492 020    | 15,23        | 72 / 618  | 4e   | Léon Blum                                                         | Majorité absolue avec alliés  | Soutien parlementaire (1936-1938) puis Opposition parlementaire (1938-1940) |
| Quatrième  | 1945    | 5 024 174    | 26,23        | 159 / 586 | 1er  | Maurice Thorez                                                    | Participation au gouvernement | Tripartisme                                                                 |
| Quatrième  | 06/1946 | 5 145 325    | 25,98        | 153 / 586 | 2e   | Maurice Thorez                                                    | Participation au gouvernement | Tripartisme                                                                 |
| Quatrième  | 11/1946 | 5 430 593    | 28,26        | 182 / 619 | 1er  | Maurice Thorez                                                    | Participation au gouvernement | Tripartisme                                                                 |
| Quatrième  | 1951    | 4 939 380    | 25,90        | 103 / 626 | 1er  | Maurice Thorez                                                    | Opposition                    |                                                                             |
| Quatrième  | 1956    | 5 514 403    | 25,36        | 150 / 596 | 1er  | Maurice Thorez                                                    | Opposition                    |                                                                             |
| Cinquième  | 1958    | 3 882 204    | 18,90        | 10 / 579  | 1er  | Maurice Thorez                                                    | Opposition                    |                                                                             |
| Cinquième  | 1962    | 4 003 553    | 21,84        | 41 / 482  | 2e   | Maurice Thorez                                                    | Opposition                    |                                                                             |
| Cinquième  | 1967    | 5 039 032    | 22,51        | 73 / 487  | 2e   | Waldeck Rochet                                                    | Opposition                    |                                                                             |
| Cinquième  | 1968    | 4 434 832    | 20,02        | 34 / 487  | 2e   | Waldeck Rochet                                                    | Opposition                    |                                                                             |
| Cinquième  | 1973    | 5 085 108    | 21,41        | 73 / 490  | 2e   | François Mitterrand                                               | Opposition                    |                                                                             |
| Cinquième  | 1978    | 5 793 139    | 20,61        | 86 / 491  | 4e   | François Mitterrand                                               | Opposition                    |                                                                             |
| Cinquième  | 1981    | 4 065 540    | 16,17        | 44 / 491  | 4e   | Lionel Jospin                                                     | Soutien sans participation    | Mauroy II et Mauroy III                                                     |
| Cinquième  | 1986    | 2 739 225    | 9,78         | 35 / 577  | 4e   | Georges Marchais                                                  | Opposition                    |                                                                             |
| Cinquième  | 1988    | 2 765 761    | 11,32        | 27 / 577  | 4e   | Georges Marchais                                                  | Soutien sans participation    |                                                                             |
| Cinquième  | 1993    | 2 231 339    | 9,30         | 24 / 577  | 5e   | Georges Marchais                                                  | Opposition                    |                                                                             |
| Cinquième  | 1997    | 2 523 405    | 9,92         | 35 / 577  | 5e   | Lionel Jospin                                                     | Majorité absolue avec alliés  | Jospin                                                                      |
| Cinquième  | 2002    | 1 216 178    | 4,82         | 21 / 577  | 5e   | Robert Hue                                                        | Opposition                    |                                                                             |
| Cinquième  | 2007    | 1 115 663    | 4,29         | 15 / 577  | 5e   | François Hollande                                                 | Opposition                    |                                                                             |
| Cinquième  | 2012a   | 1 793 192    | 6,91         | 7 / 577   | 4e   | Jean-Luc Mélenchon                                                | Opposition                    |                                                                             |
| Cinquième  | 2017    | 615 487      | 2,72         | 11 / 577  | 9e   | Pierre Laurent                                                    | Opposition                    |                                                                             |
| Cinquième  | 2022b   | 520 092      | 2,29         | 12 / 577  | 10e  | Fabien Roussel                                                    | Opposition                    |                                                                             |
| Cinquième  | 2024c   | 754 076      | 2,35         | 8 / 577   | 10e  | Fabien Roussel, Manuel Bompard, Marine Tondelier et Olivier Faure | Opposition                    |                                                                             |

a Résultat du Front de gauche, qui remporte au total 10 sièges.

b Au sein de la NUPES.

c Au sein du NFP.

### Élections sénatoriales
| Année | Sièges   |
| ----- | -------- |
| 1995  | 14 / 321 |
| 1998  | 14 / 321 |
| 2001  | 18 / 322 |
| 2004  | 20 / 331 |
| 2008  | 21 / 343 |
| 2011  | 19 / 348 |
| 2014  | 16 / 348 |
| 2017  | 12 / 348 |
| 2020  | 14 / 348 |
| 2023  | 14 / 348 |

### Élections européennes
| Année | Voix      | %     | Sièges  | Rang | Tête de liste               | Groupe  |
| ----- | --------- | ----- | ------- | ---- | --------------------------- | ------- |
| 1979  | 4 153 710 | 20,52 | 19 / 81 | 3e   | Georges Marchais            | COM     |
| 1984  | 2 261 312 | 11,21 | 10 / 81 | 3e   | Georges Marchais            | COM     |
| 1989  | 1 401 171 | 7,72  | 7 / 81  | 6e   | Philippe Herzog             | CG      |
| 1994  | 1 342 222 | 6,89  | 7 / 87  | 6e   | Francis Wurtz               | GUE/NGL |
| 1999  | 1 196 491 | 6,78  | 6 / 87  | 6e   | Robert Hue                  | GUE/NGL |
| 2004  | 1 009 976 | 5,88  | 2 / 74  | 7e   | Circonscriptions régionales | GUE/NGL |
| 2009a | 1 115 021 | 6,48  | 2 / 74  | 5e   | Circonscriptions régionales | GUE/NGL |
| 2014b | 1 252 730 | 6,61  | 1 / 74  | 6e   | Circonscriptions régionales | GUE/NGL |
| 2019  | 564 949   | 2,49  | 0 / 79  | 10e  | Ian Brossat                 |         |
| 2024  | 584 020   | 2,36  | 0 / 81  | 8e   | Léon Deffontaines           |         |

a Liste du FG qui gagne en tout cinq sièges (2 PCF, 1 PG, 1 PCR et 1 société civile).

b Liste du FG qui gagne en tout quatre sièges (1 PCF, 1 PG, 1 PCR et 1 société civile)

### Élections régionales
| Date  | Premier tour | Premier tour | Élus       |
| Date  | Voix         | %            | Élus       |
| ----- | ------------ | ------------ | ---------- |
| 1986  | 2 873 234    | 10,34        | 173 / 1818 |
| 1992  | 1 999 321    | 8,09         | 131 / 1877 |
| 1998  | 819 216      | 3,76         | 163 / 1827 |
| 2004  | 789 002      | 3,11         | 180 / 1880 |
| 2010  | 1 137 250    | 5,84         | 101 / 1749 |
| 2015, | 337 410      | 1,55         | 29 / 1910  |
| 2021  |              | 0,03         | 60 / 1926  |

### Élections cantonales et départementales
| Année     | Premier tour | Premier tour | Premier tour | Second tour | Second tour | Second tour | Conseillers | Présidents |
| Année     | Voix         | %            | Rang         | Voix        | %           | Rang        | Conseillers | Présidents |
| --------- | ------------ | ------------ | ------------ | ----------- | ----------- | ----------- | ----------- | ---------- |
| 1961      | 1 206 712    | 18,60        | 1re          | NC          | NC          | NC          | 52 / 1504   | 0 / 109    |
| 1964      | 1 464 750    | 21,67        | 1re          | NC          | NC          | NC          | 99 / 1562   | 0 / 99     |
| 1967      | 2 166 966    | 26,36        | 1re          | NC          | NC          | NC          | 97 / 1517   | 2 / 100    |
| 1970      | 2 014 975    | 23,80        | 1re          | NC          | NC          | NC          | 144 / 1609  | 1 / 100    |
| 1973      | 1 877 371    | 22,67        | 1re          | NC          | NC          | NC          | 205 / 1926  | 1 / 100    |
| 1976      | 2 409 040    | 22,83        | 2e           | NC          | NC          | NC          | 249 / 1863  | 3 / 101    |
| 1979      | 2 405 655    | 22,46        | 2e           | 1 260 261   | 17,37       | 3e          | 228 / 1847  | 5 / 101    |
| 1982      | 2 000 345    | 15,90        | 4e           | 1 038 659   | 13,61       | 4e          | 198 / 2014  | 3 / 101    |
| 1985      | 1 479 227    | 12,63        | 4e           | 882 735     | 11,31       | 4e          | 149 / 2044  | 2 / 100    |
| 1988      | 1 217 336    | 13,39        | 4e           | 586 684     | 9,82        | 4e          | 165 / 2043  | 2 / 100    |
| 1992      | 105 991      | 9,48         | 5e           | NC          | NC          | NC          | 101 / 1945  | 2 / 100    |
| 1994      | 1 221 769    | 11,39        | 4e           | NC          | NC          | NC          | 139 / 1922  | 2 / 100    |
| 1998      | 1 092 941    | 10,15        | 5e           | NC          | NC          | NC          | 143 / 2038  | 3 / 100    |
| 2001      | 1 196 341    | 9,80         | 4e           | NC          | NC          | NC          | 126 / 1997  | 2 / 100    |
| 2004      | 957 223      | 7,79         | 4e           | NC          | NC          | NC          | 108 / 2034  | 2 / 100    |
| 2008      | 1 172 378    | 8,82         | 3e           | NC          | NC          | NC          | 117 / 2020  | 2 / 100    |
| 2011 (FG) | 724 911      | 7,91         | 4e           | NC          | NC          | NC          | 116 / 2026  | 2 / 101    |
| 2015 (FG) | 1 243 706    | 6,11         | 6e           | NC          | NC          | NC          | 167 / 4108  | 1 / 96     |
| 2021      | 257 064      | 1,88         |              | 174 114     | 1,31        |             | 161 / 4046  | 0 / 95     |

### Élections municipales
| Élection | Villes + 100 000 hab. | Communes + 1 000 hab. |
| -------- | --------------------- | --------------------- |
| 2008     | 1 / 40                |                       |
| 2014     | 2 / 41                | 1656 / 215560         |
| 2020     | 1 / 42                | 1426 / 222818         |

## Financement
À partir des années 1920, l'URSS aide financièrement et matériellement les divers partis communistes à travers le monde.
Durant la guerre froide, par année fiscale, environ 2 millions de dollars étaient transférés à la demande du Politburo du Parti communiste de l'Union soviétique de la Gosbank (banque d'État soviétique) au PCF ; ce sont des agents du KGB qui livraient les sommes demandées aux dirigeants des partis concernés. Les PC martiniquais, guadeloupéen et réunionnais encaisseront environ 2 millions de dollars entre 1961 et 1990 reversés par le PCF.
Le 13 novembre 1979, alors que la guerre d'Afghanistan s'engage, le Politburo, à la demande de Boris Ponomarev, débourse, « étant donné la situation extrêmement difficile du parti », six millions de dollars pour le PCF pour lui éponger ses dettes.
Ainsi cette note des archives du PCUS du 13 octobre 1983, sous l'en-tête « Très secret. Du KGB au Comité central du Parti communiste de l'Union soviétique » :

« Au camarade Ponomarev, directeur du Département international,
Compte-rendu de la rencontre avec le camarade Gaston Plissonnier (PCF) : conformément à vos instructions du 23 septembre dernier, la rencontre a eu lieu à Berlin avec le camarade Plissonnier et son homme de confiance, lors de laquelle nous avons remis aux amis français la somme d'un million de dollars qui leur a été assignée. Pour des raisons de sécurité, le camarade Plissonnier a refusé de signer sur place le reçu avec l'argent livré, se référant à un accord avec Moscou. Néanmoins, il a ordonné à son homme de confiance de signer le reçu de livraison sans indiquer le montant de la somme. »

L'aide apportée par le PCUS est aussi matérielle et concerne également les journaux affiliés au PCF. De 1982, année de la première livraison, jusqu'en 1989, la dernière, ceux-ci ont reçu gratuitement 4 058 tonnes de papier. Le 10 juillet 1987, le Politburo approuve, « suivant la demande du PCF », la livraison de 1 300 tonnes de papier par an pour les années 1987 et 1988.
Pour la seule période de 1971 à 1990, le PCF encaisse cinquante millions de dollars (Parti communiste italien : 47 millions, Parti communiste des États-Unis d'Amérique : 42 millions).
Le secrétaire général de la CGT Henri Krasucki, membre du bureau politique du PCF, a demandé en mars 1985 au conseil central des syndicats de l'URSS d'accorder à son syndicat une aide urgente de 10 millions de francs (1 million de roubles convertibles). Cette demande a un caractère strictement confidentiel et seuls les dirigeants de la CGT membres du comité central du PCF ont été informés de cette demande. Cette aide est accordée en 2 versements en 1985 et 1986 de 500 000 roubles provenant du comité du tourisme et d'excursion.
En 2018, Jean-Yves Camus souligne que « le PCF est unique par le fait qu’il compte encore en son sein des cadres qui ont été formés avant la chute de l’Union soviétique, ont éventuellement effectué des séjours d’études dans les universités soviétiques, voire ont suivi des cours de formation dispensés par le PCUS ».

## Siège
Dans Paris rouge, 1944-1964. Les communistes français dans la capitale, Jean-Pierre Arthur Bernard écrit à propos de la symbolique du siège : « C'est tout à la fois une place-forte, symbole de la puissance du Parti, une forteresse assiégée dans un monde hostile, un lieu-phare auquel se rattachent et s'éclairent les militants de la capitale et de tout le pays. Le siège est désigné de façon elliptique, signe de reconnaissance entre initiés, par sa détermination géographique : le « 120 » (rue Lafayette), avant-guerre ; le « 44 » (rue Le Peletier) pour notre période ; « Fabien » (place du Colonel-Fabien) aujourd'hui ».
1920-192137, rue Sainte-Croix-de-la-Bretonnerie, dans le 4e arrondissement de Paris.
Il s'agit d'abord du siège de la SFIO. Après avoir obtenu la majorité au congrès de Tours, l'appareil militant communiste fidèle à Moscou en fait le siège de la SFIC à la suite de la scission avec les socialistes, qui restent la SFIO.
1921-1937120, rue La Fayette, dans le 10e arrondissement de Paris.

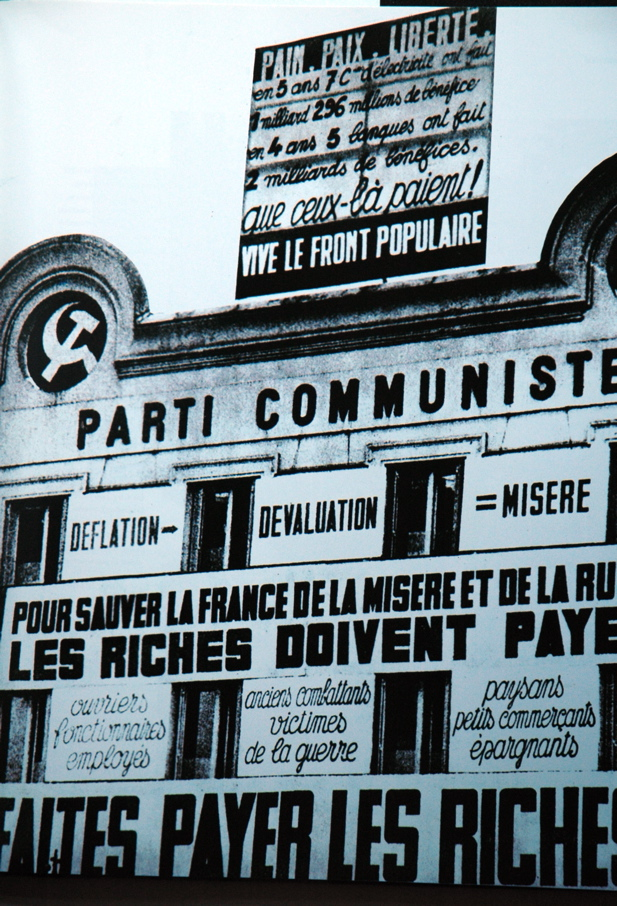
Immeuble 120, rue Lafayette, en 1936.

En 1921, la SFIC devient le PC-SFIC. Le nouveau siège est un bâtiment modeste de trois étages surmonté de deux « oreilles » circulaires où sont installés une faucille et un marteau. Le bureau politique s'y réunit au moins une fois par semaine et le secrétariat du parti encore plus fréquemment ; le comité central y organise parfois des sections dans la salle de la Rotonde (une ancienne cour intérieure couverte d'une verrière en forme de cercle qui peut abriter environ 200 personnes) également un temps appelée « salle Robert-Alloyer », du nom d'un membre du parti mort d'un cancer foudroyant. Une librairie est ouverte au rez-de-chaussée, le premier et le deuxième étage sont occupés par les permanents politiques et administratifs (qui travaillent également sous les combles) et le troisième étage accueille les secrétaires du Comité central (à partir de 1931 : Maurice Thorez, Jacques Duclos, Marcel Gitton et André Marty). Au début des années 1930, Albert Vassart gère le bureau de documentation et la commission des cadres mais aucune archive n'y est entreposée (elles sont systématiquement envoyées en URSS pour des raisons de sécurité ; cela restera le cas jusqu'en 1945).
L'immeuble sert également de siège au Mouvement jeunes communistes de France, à la Main-d'œuvre immigrée (MOI), à la fédération de la Seine du PC-SFIC (« fédération de Paris-Ville » à partir de 1932) et à la 4e entente (puis fédération de Paris) des Jeunesses communistes. Des perquisitions y ont lieu en 1929 et en 1934. L'essayiste André Breton évoque le siège dans Nadja en 1928 et le poète Louis Aragon lui rend hommage en 1933 dans Les Enfants rouges : « C’est rue La Fayette au 120 / Qu’à l’assaut des patrons résiste / Le vaillant Parti communiste / Qui défend ton père et ton pain ». Après 1937, le bâtiment reste le siège de la fédération Paris-Ville, redevenue fédération de la Seine après-guerre. Il est mis en location à des entreprises à partir de 2009.
1937-1971No 44, rue Le Peletier (également, dans le même pâté de maisons, No 13 rue de Châteaudun, No 59 rue du Faubourg-Montmartre et place Kossuth) dans le 9e arrondissement de Paris.

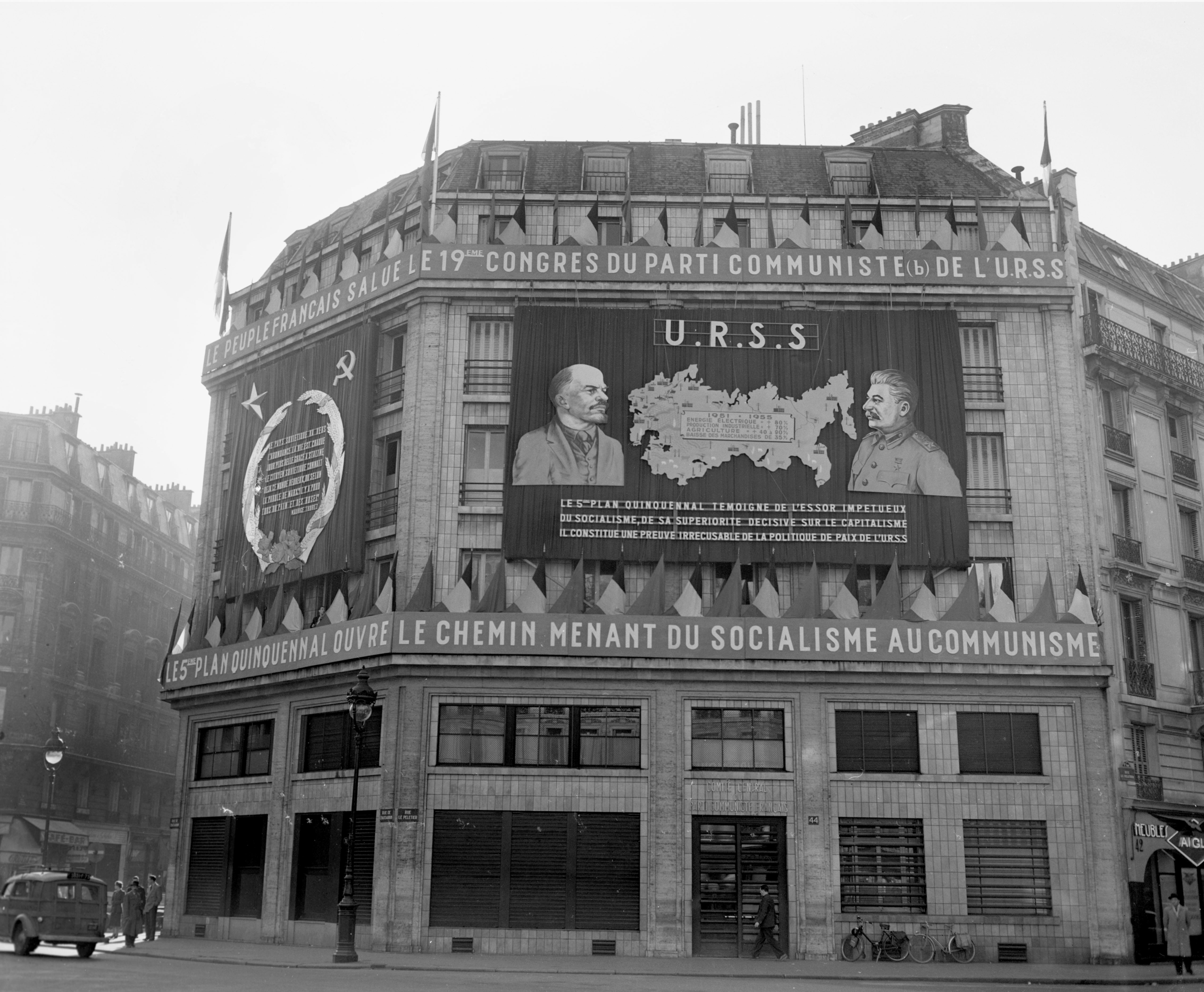
44, rue Le Peletier (en 1952).

À partir de 1936, le PC-SFIC adopte une posture légaliste et soutient le Front populaire. Il cherche alors un nouveau siège, plus grand et plus prestigieux. En 1936, les Jeunes communistes déménagent au 45, rue d'Hauteville et l'année suivante, le PC-SFIC rue Le Peletier, au carrefour Châteaudun. Le nouvel édifice, à la façade majestueuse et qui témoigne d'une volonté du PC-SFIC de ne pas se cacher mais de s'afficher, s'avère cependant rapidement trop petit et une annexe est ajoutée rue Saint-Georges.
Pendant l'Occupation de Paris, le siège de la Milice française s’y est installé. Après guerre, le général Joinville est chargé de la sécurité du bâtiment, qui possède une porte en fer forgé, une porte à commande électrique au premier étage pour contrôler les entrées ainsi qu'une garde permanente de cinq ou six hommes qui agit de jour comme de nuit, protection qui arrête l'assaut du 7 novembre 1956 contre le bâtiment par des manifestants qui s'étaient regroupés place de l'Étoile en mémoire des morts de l'insurrection de Budapest avant d'enfoncer les portes du siège avec des béliers, de mettre le feu à des journaux et quelques archives, néanmoins arrêtés dans leur tentative de gagner les étages. La psychose d'un complot ou d'un attentat contre le secrétaire général du PCF Maurice Thorez conduit le parti à protéger minutieusement son arrivée et son départ au siège.
Le PCF possède également un patrimoine foncier, dont l'hôtel d'Angleterre (Cité Bergère, 9e arrondissement) où logent les militants importants venus de province de passage à Paris ainsi que les députés du Rassemblement démocratique africain Modibo Keïta et Ahmed Sékou Touré. Une annexe est située 19 rue Saint-Georges, abritant le centre des sections coloniales, économiques et des relations internationales ainsi que des services financiers, d'intendance et d'édition.
Depuis 19712, place du Colonel-Fabien, dans le 19e arrondissement de Paris.

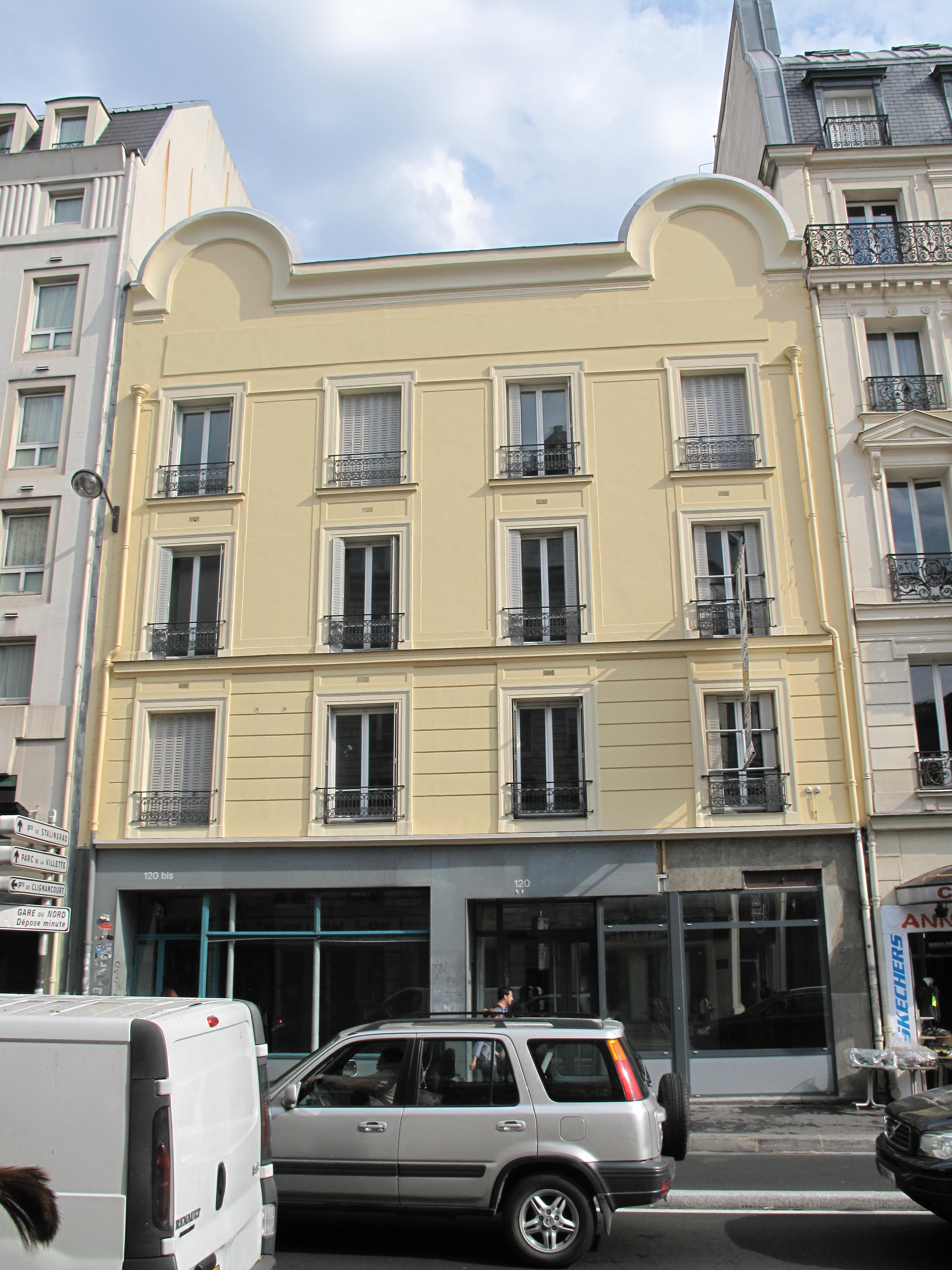
120, rue Lafayette (en 2011).
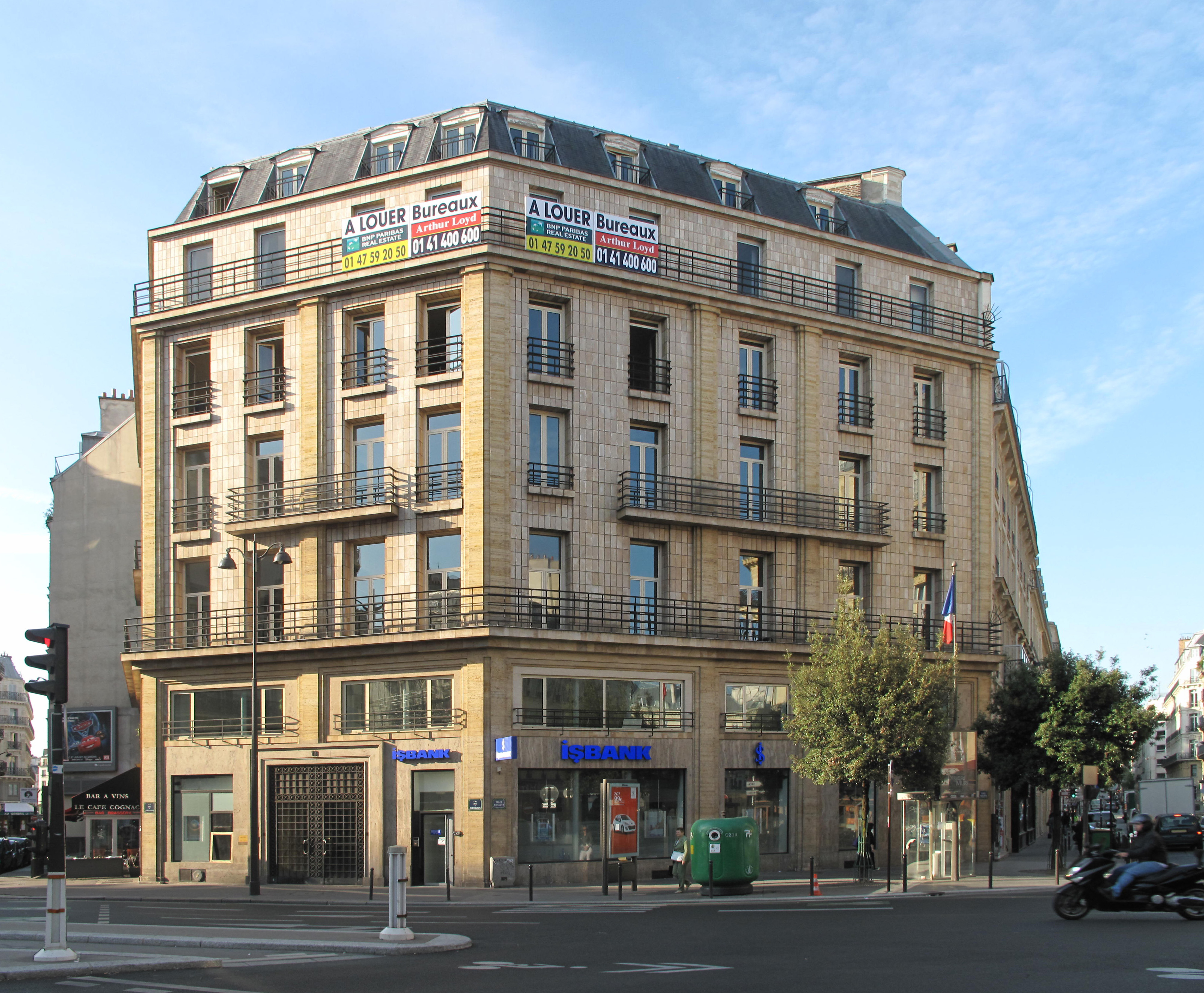
44, rue Le Peletier (en 2011).
2, place du Colonel-Fabien (en 2015).

## Médias/revues
L'organe officiel du parti est dès sa création le journal L'Humanité, fondé par Jean Jaurès et passé au PCF lors de la scission historique de 1920. Le journal est par la suite devenu structurellement indépendant, tout en en restant très proche. 
Après la Seconde Guerre mondiale, le PCF dirige l'Union française de l'information, une agence de presse qui fédère L'Humanité, mais aussi Ce Soir, quotidien populaire au tirage plus important, fondé par Louis Aragon et dirigé par son bras droit Pierre Daix, ainsi qu'une vingtaine de quotidiens régionaux et au total une centaine de journaux. Ce Soir périclite dès 1953 et c'est le cas aussi de plusieurs quotidiens régionaux  dans les années suivantes. Le rôle de l'Union française de l'information était de mutualiser entre tous ces journaux la couverture d'événements sportifs nationaux mais aussi celle d'événements internationaux, avec des envoyés spéciaux qui sont rapidement confrontés aux pressions de Staline, à la tête de l'URSS.
Au siècle suivant, de nombreuses revues sont directement affiliées au PCF, comme CommunisteS, Cause commune, qui se présente comme la « revue d'action politique du PCF », la revue pédagogique L'École et la Nation, disparue en 1999 et remplacée par les Carnets rouges, Progressistes ou Économie & Politique. Ses structures de recherches, Espaces Marx et la Fondation Gabriel-Péri, éditent La Pensée et Les Cahiers d'histoire.

## Dans la culture populaire
La répression dont fut victime le PCF et son quotidien L'Humanité au début des années 1950, en particulier les deux longs séjours en prison du rédacteur-en-chef André Stil, pour ses écrits, au même moment que celui du dirigeant du PCF Jacques Duclos, a été immortalisée dans Nekrassov, comédie parodique du maccarthysme à la française, présentée en 1955 par Jean-Paul Sartre, où l'héroïne Véronique séduit le personnage principal, l'escroc dénonciateur Georges de Valera, ce qui permet de sauver deux journalistes communistes en danger.